# Lista gatunków z rodzaju aloes
Lista gatunków z rodzaju aloes (Aloe L.) – lista gatunków rodzaju roślin należącego do rodziny złotogłowowatych (Asphodelaceae). Według The Plant List w obrębie tego rodzaju znajduje się ok. 550 gatunków o nazwach zweryfikowanych i zaakceptowanych, podczas gdy kolejnych ok. 100 taksonów ma status gatunków niepewnych (niezweryfikowanych). 
Wykaz gatunków
- Aloe aageodonta  L.E.Newton

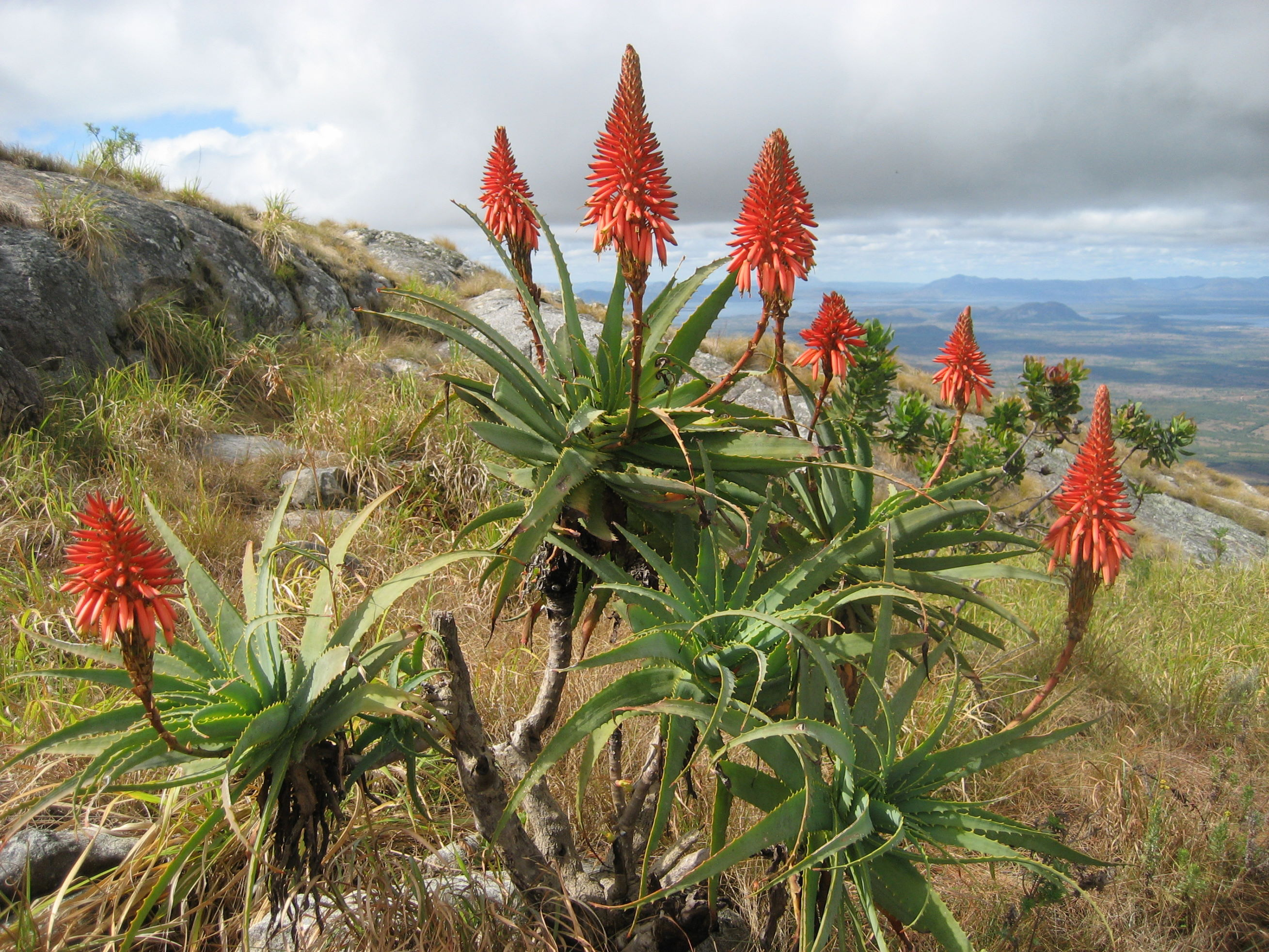
Aloe arborescens

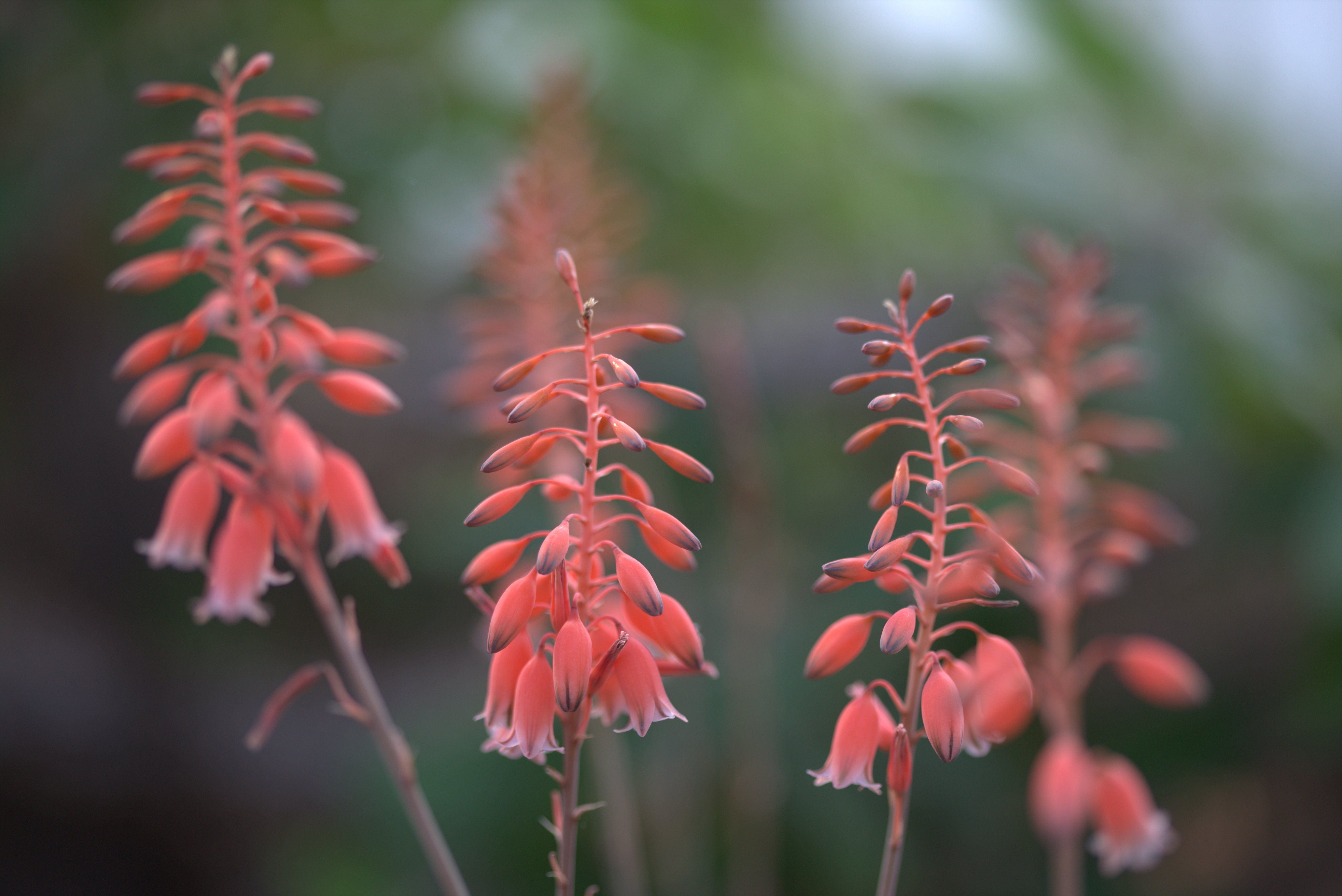
Aloe bellatula

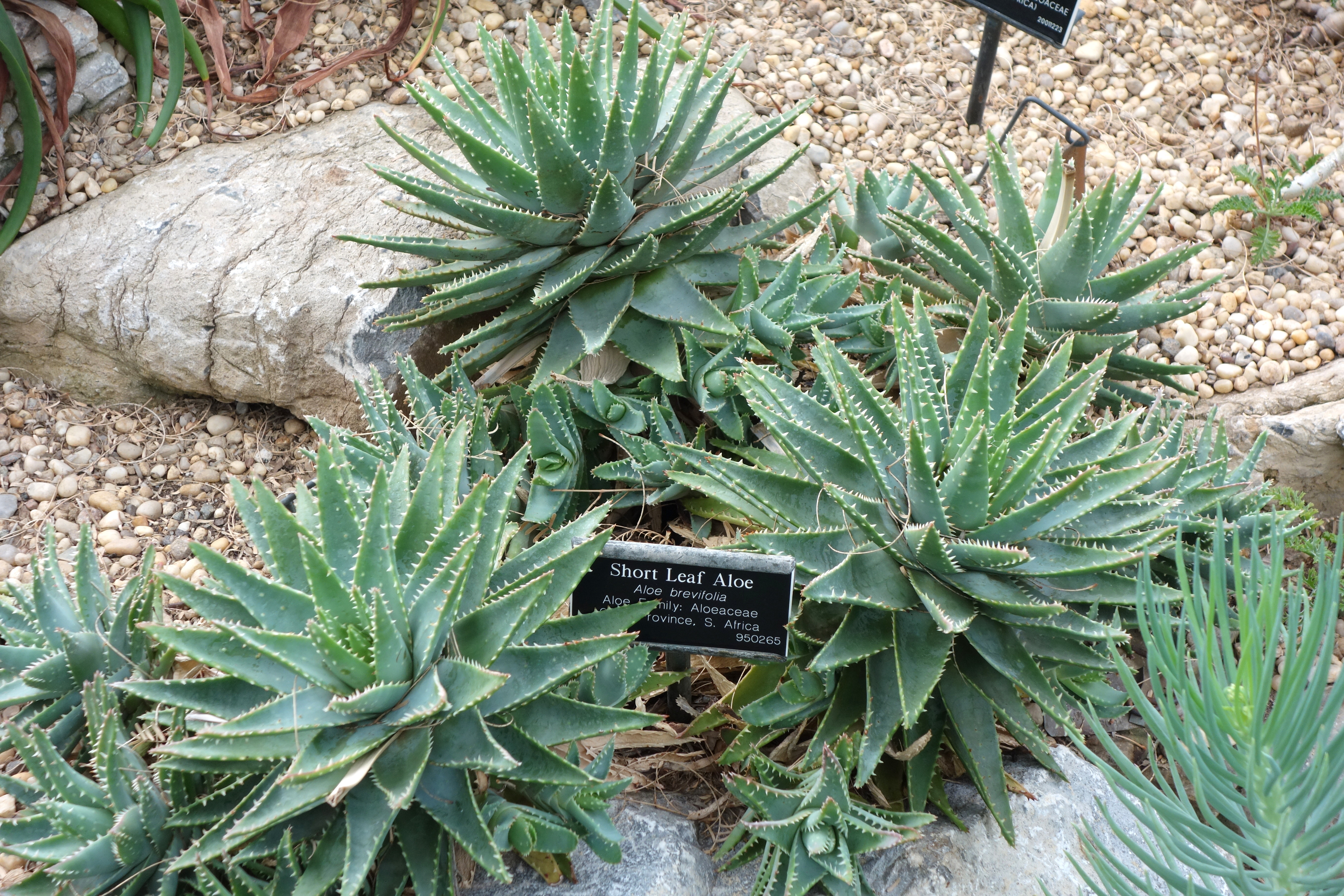
Aloe brevifolia

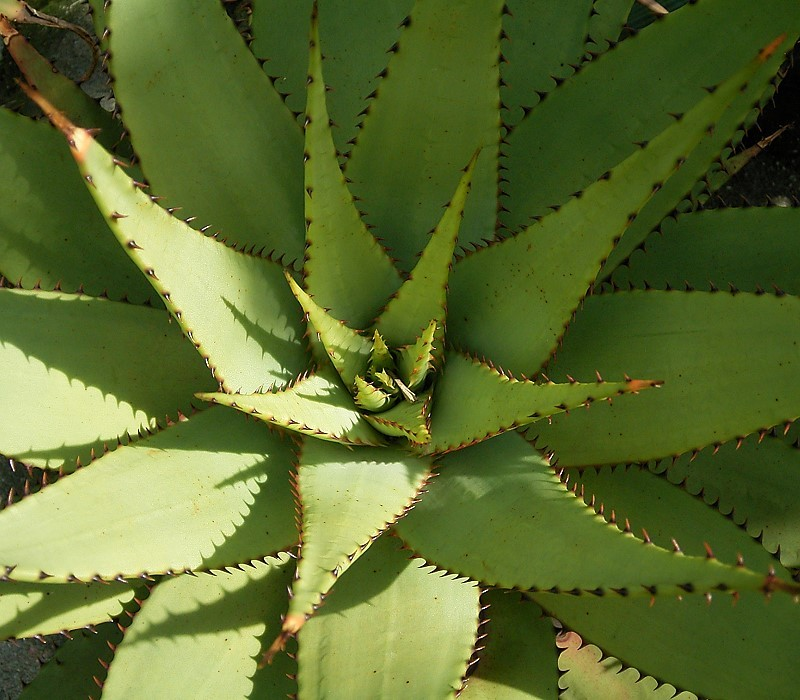
Aloe broomii

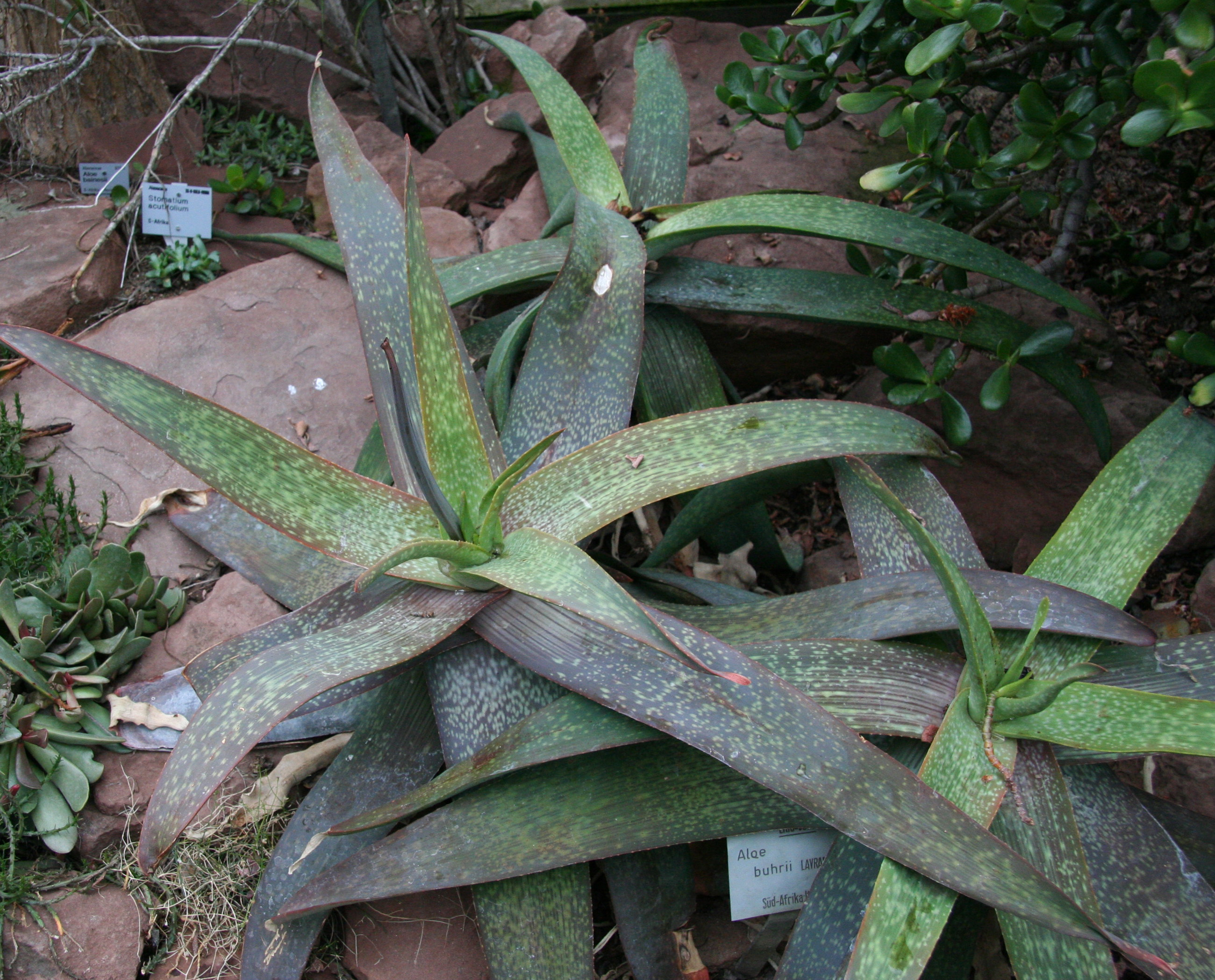
Aloe buhrii

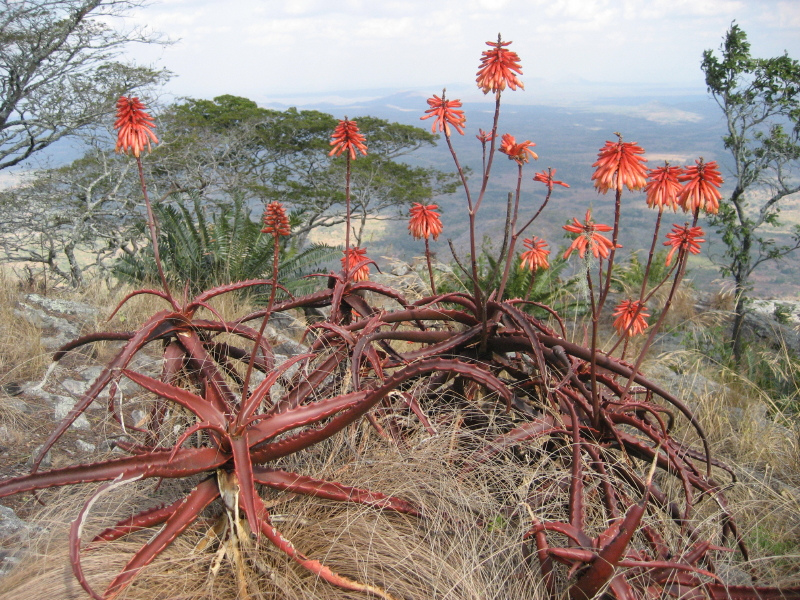
Aloe cameronii

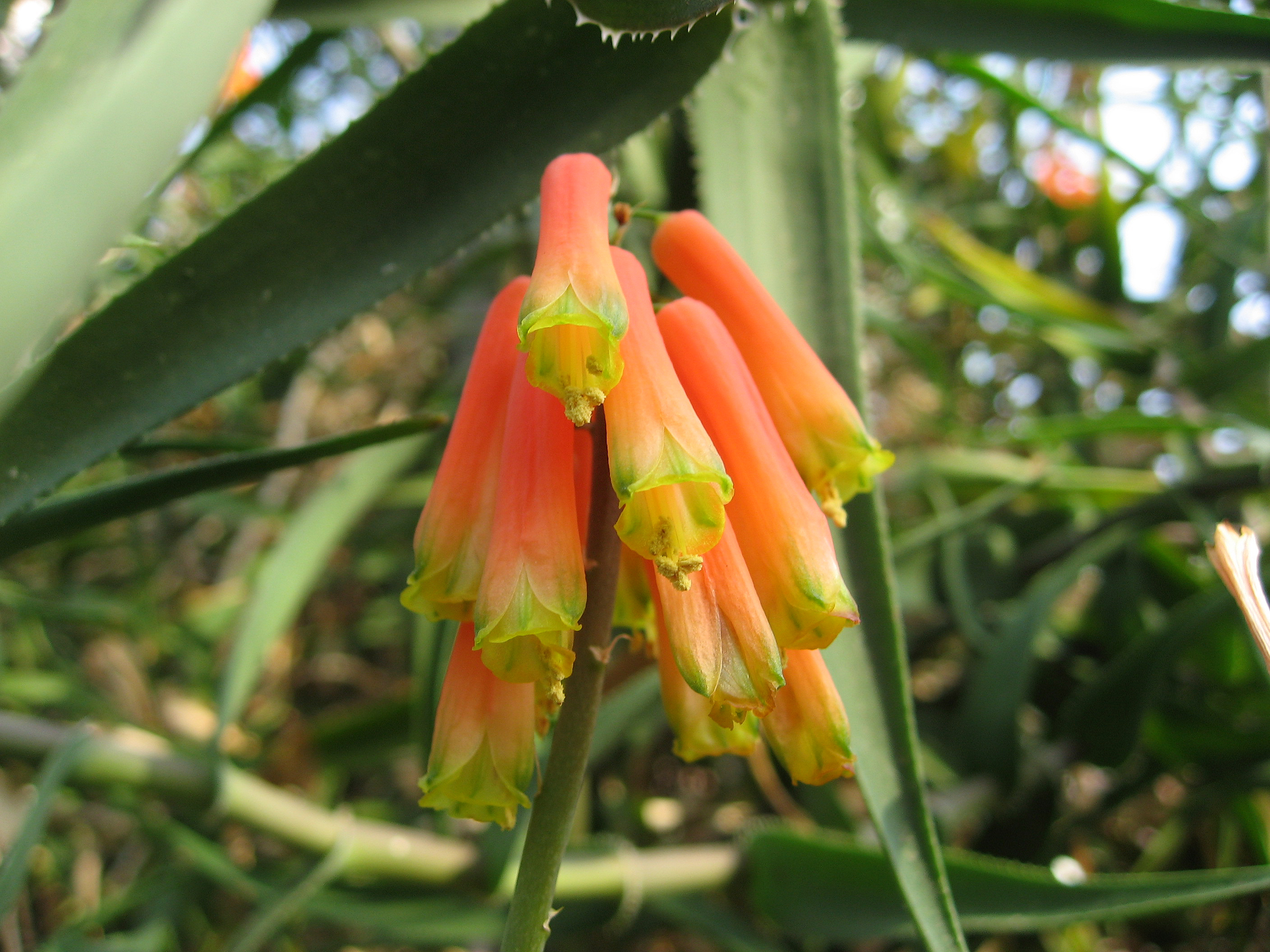
Aloe ciliaris

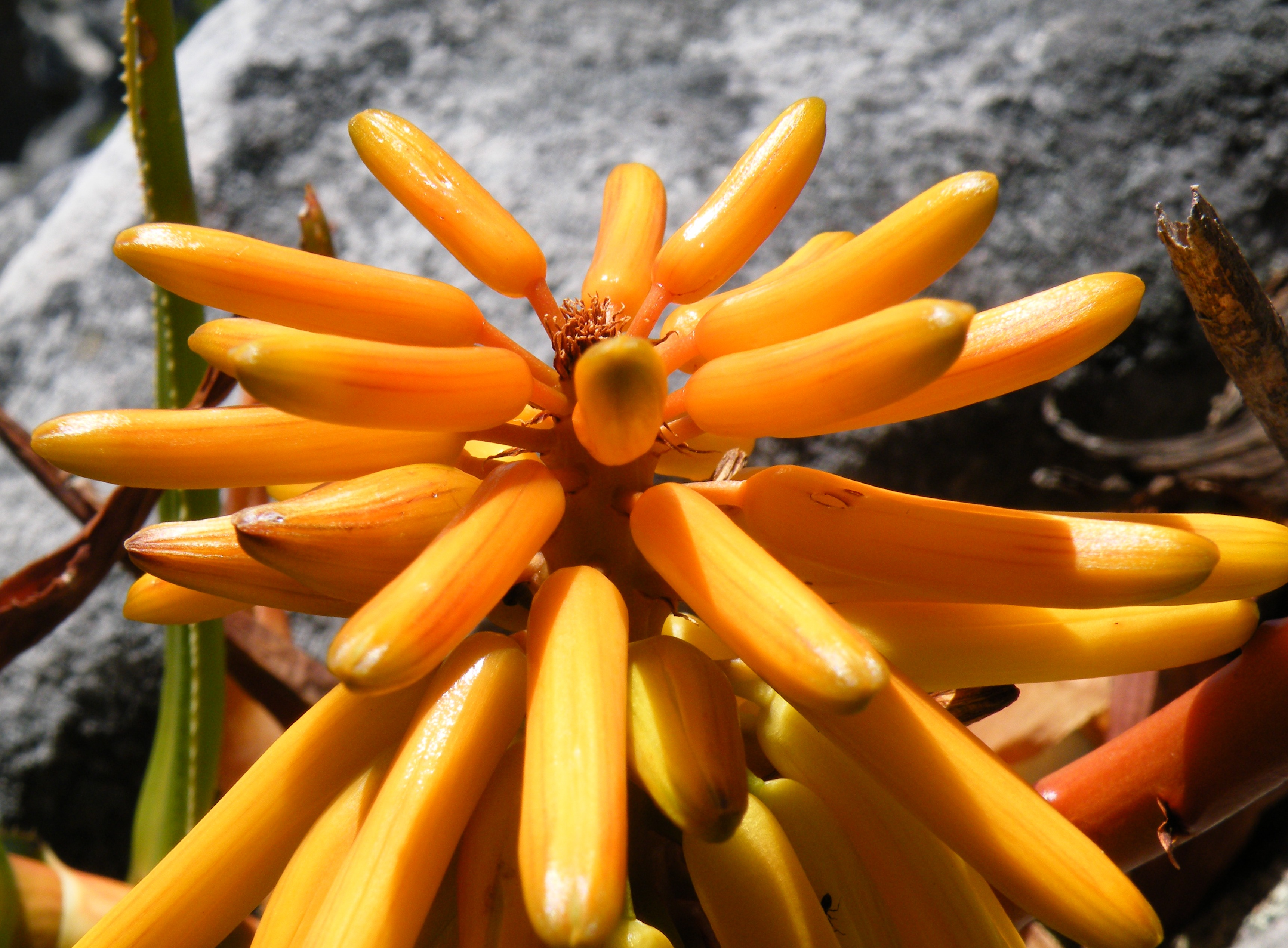
Aloe commixta

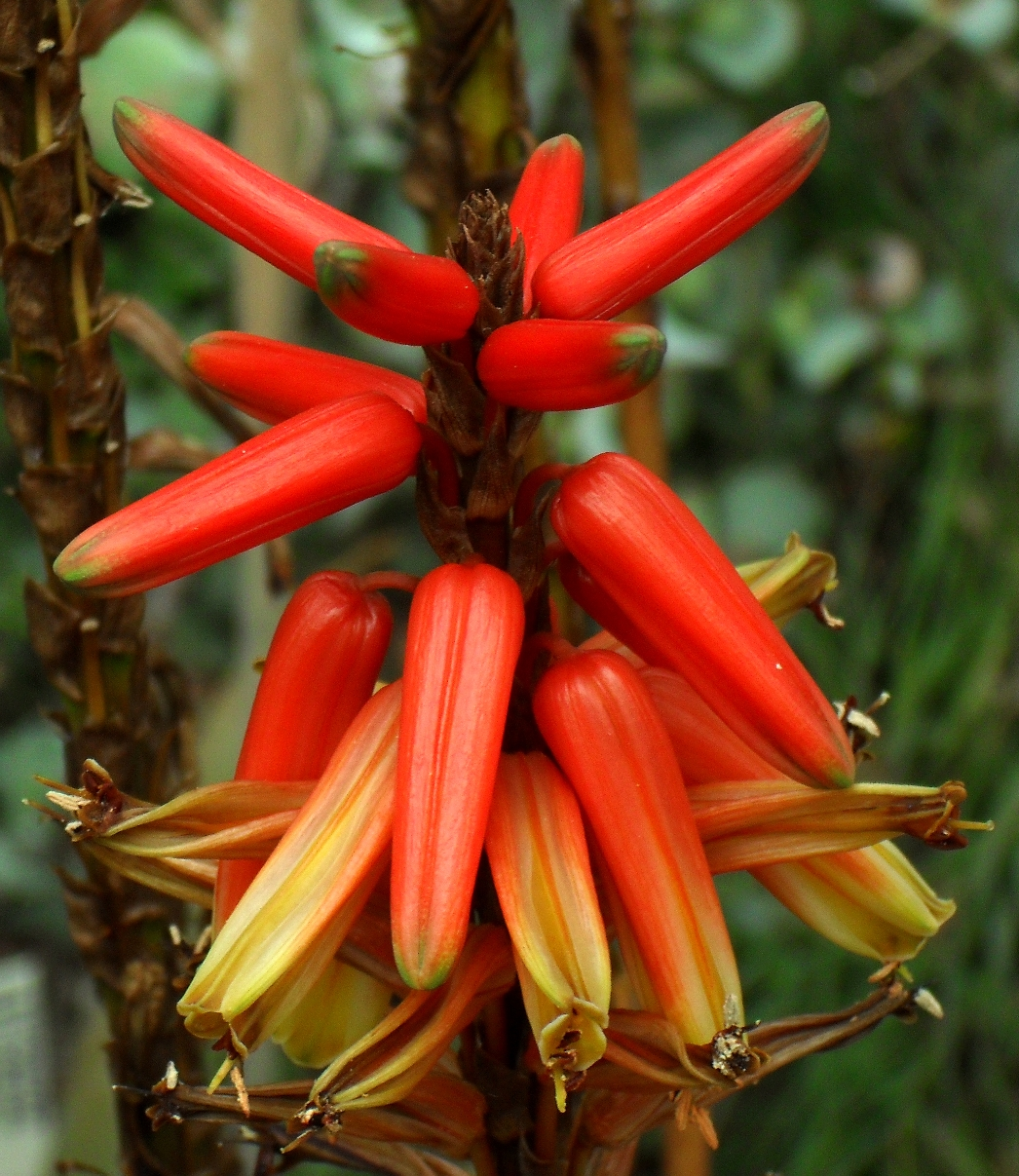
Aloe cryptopoda

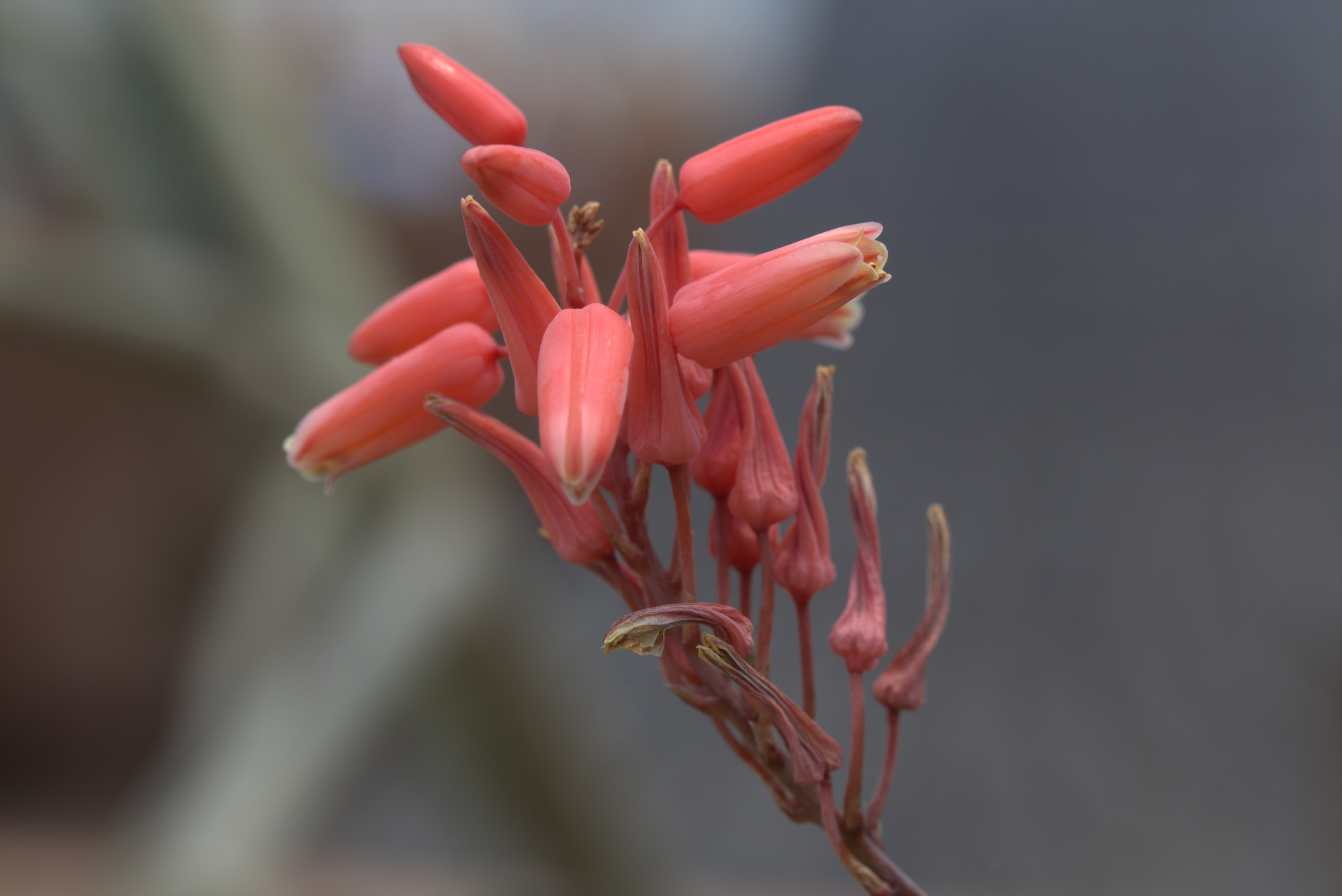
Aloe descoingsii

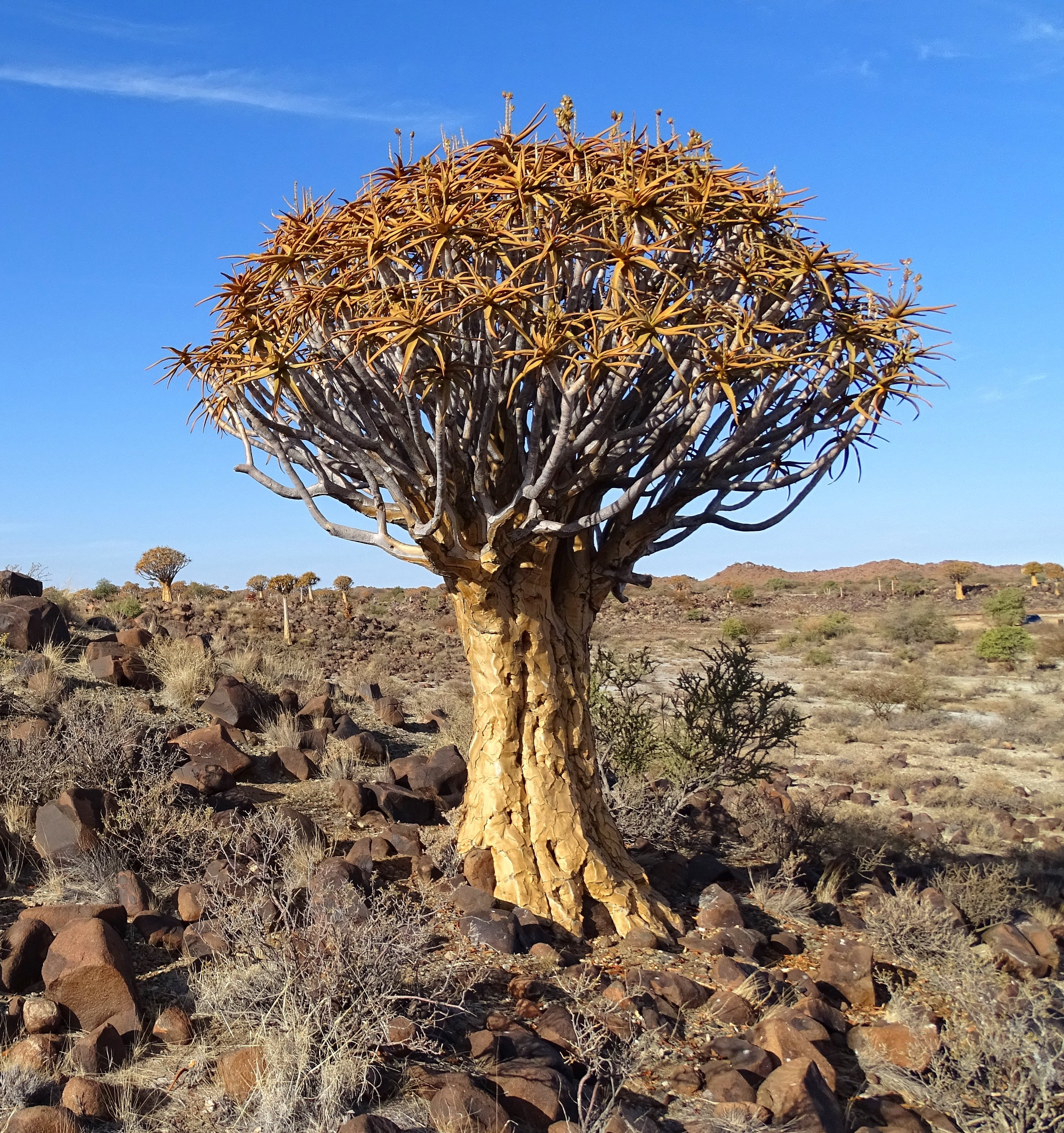
Aloe dichotoma

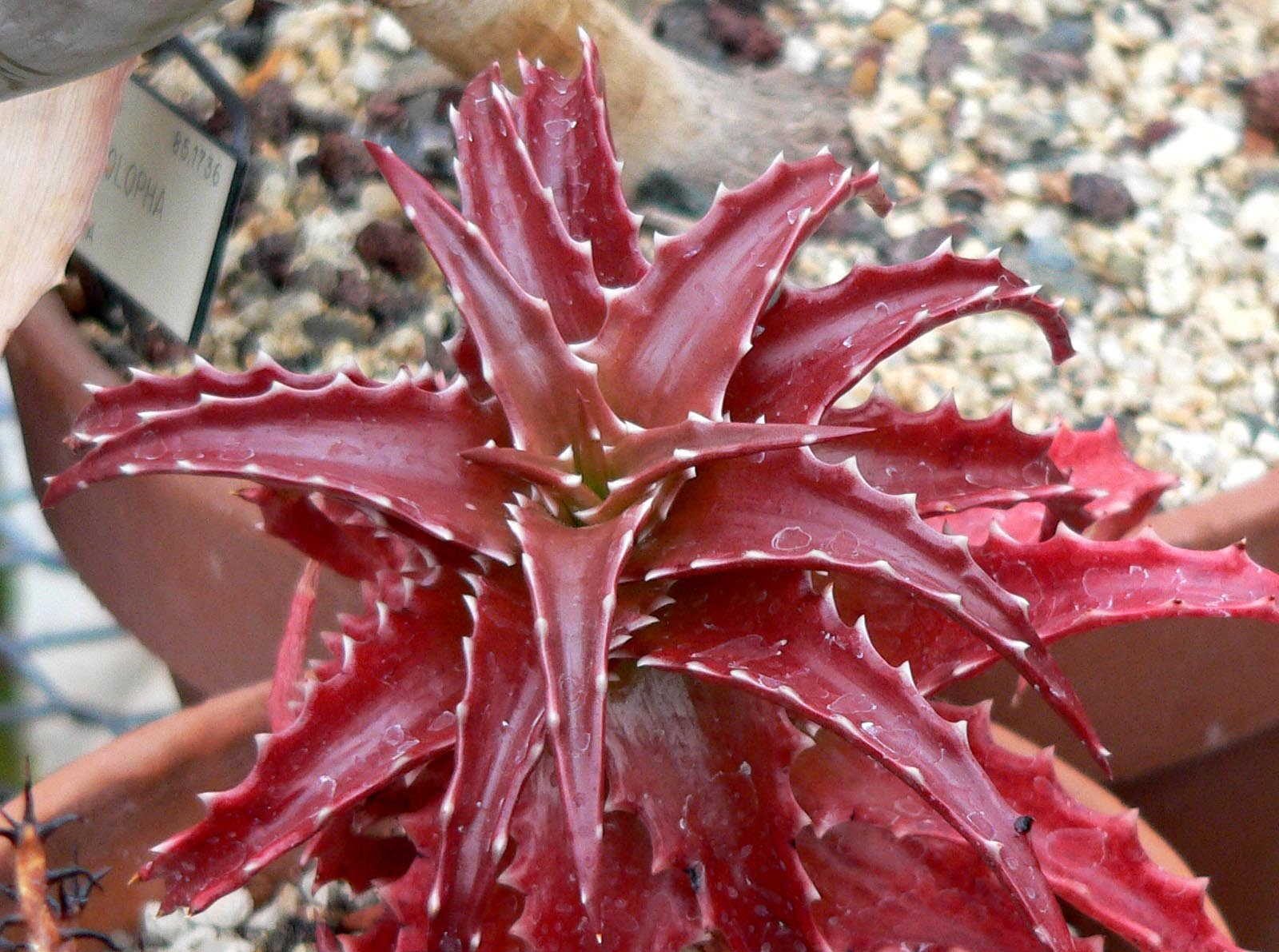
Aloe dorotheae

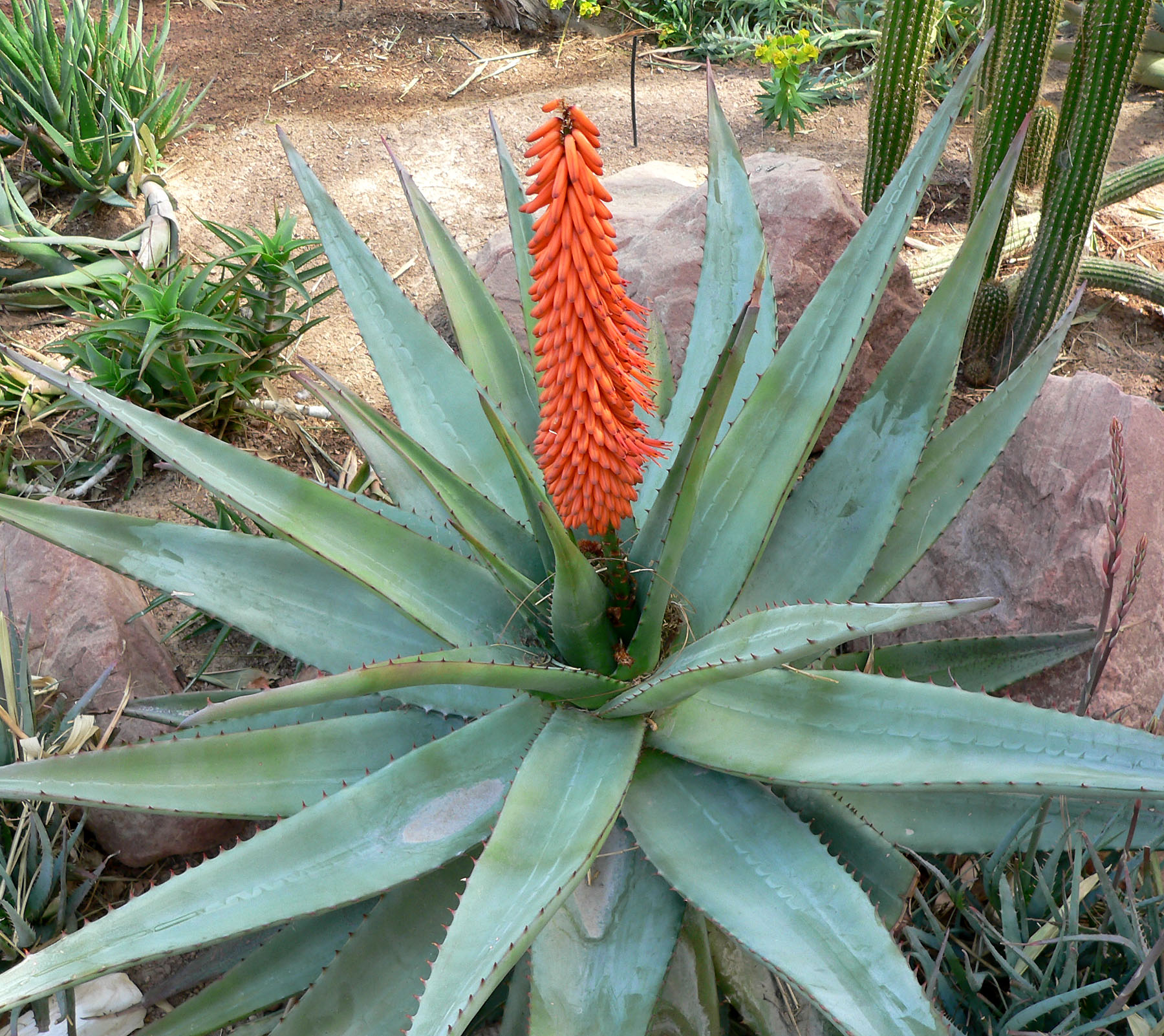
Aloe ferox

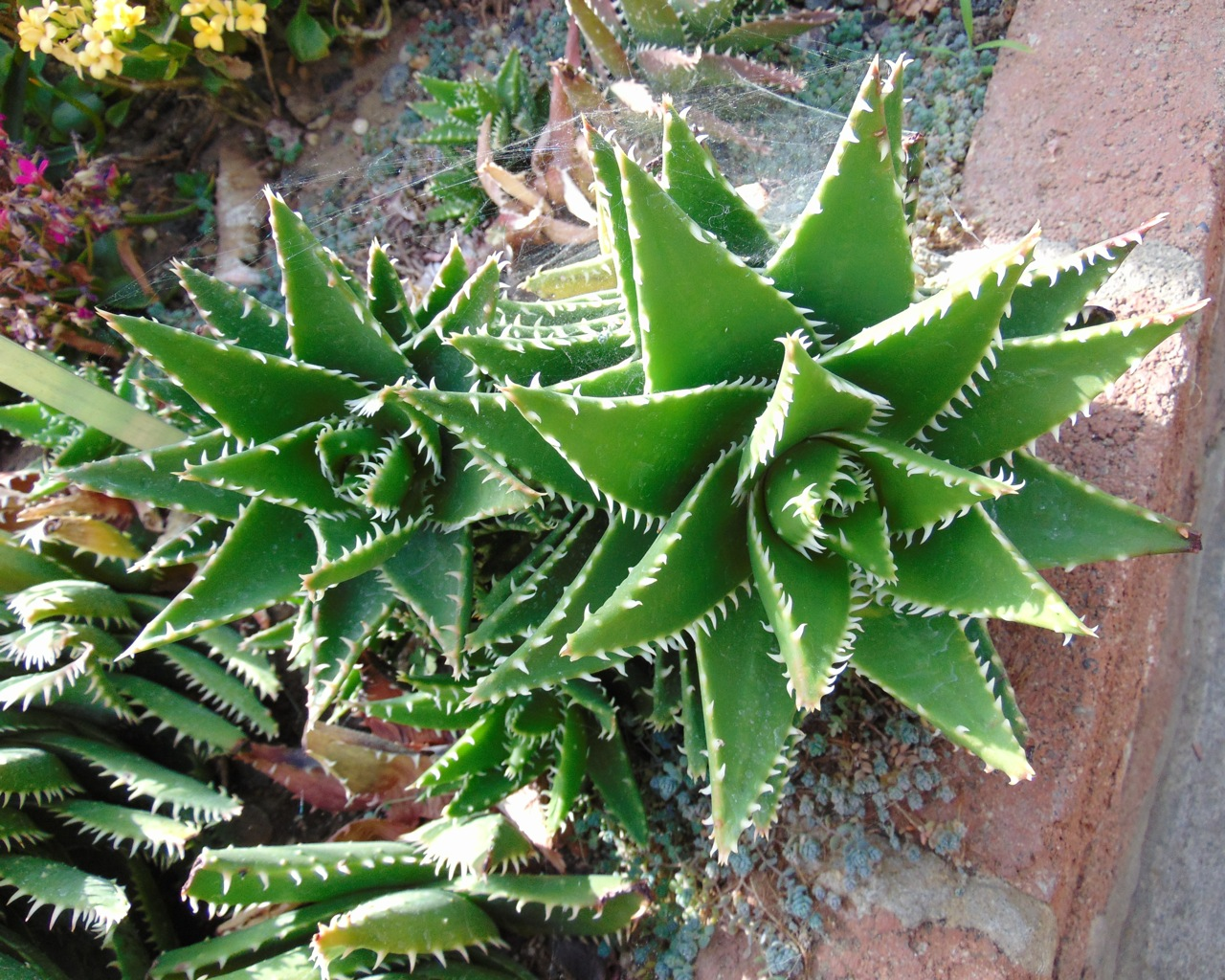
Aloe humilis

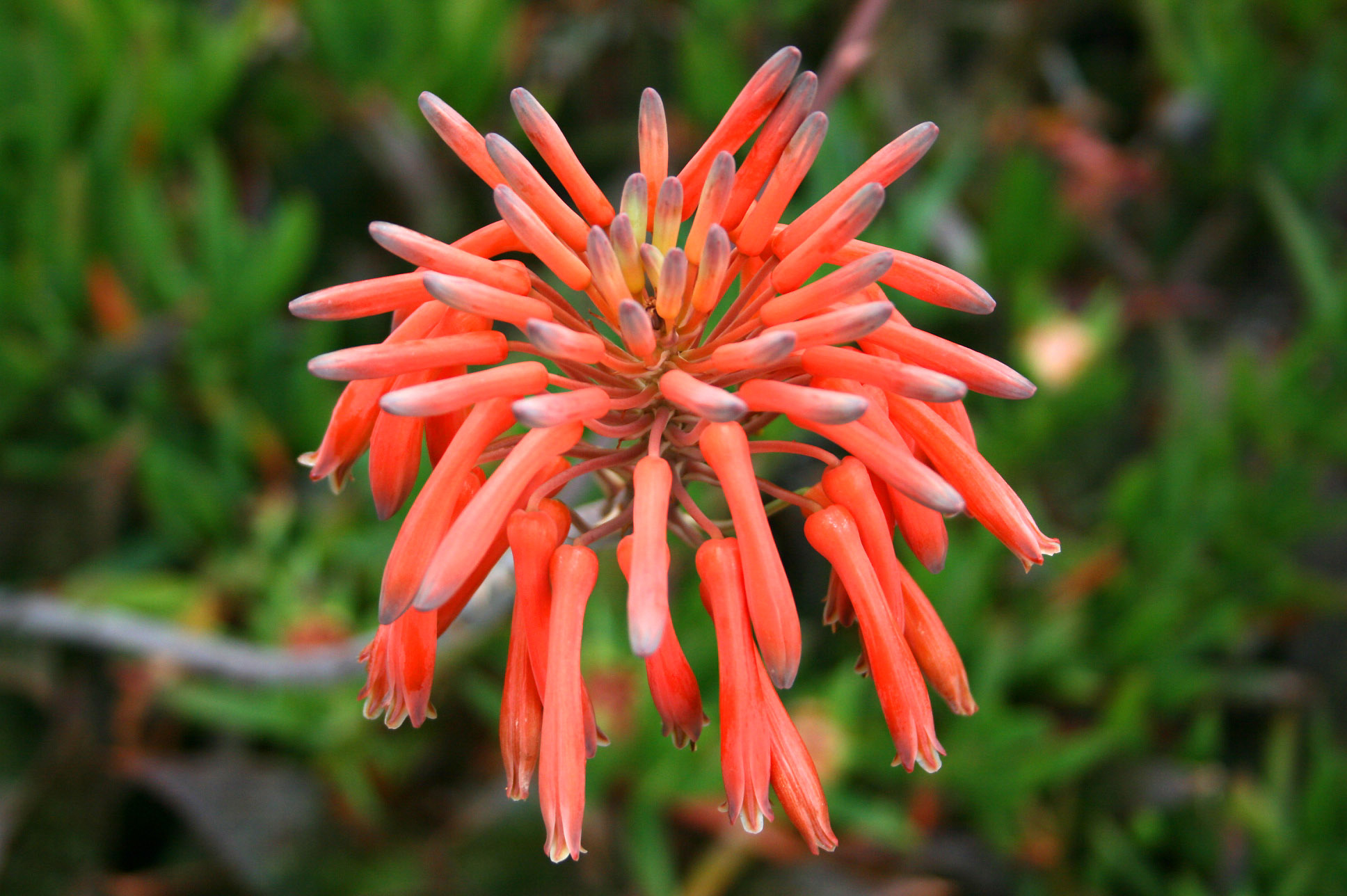
Aloe maculata

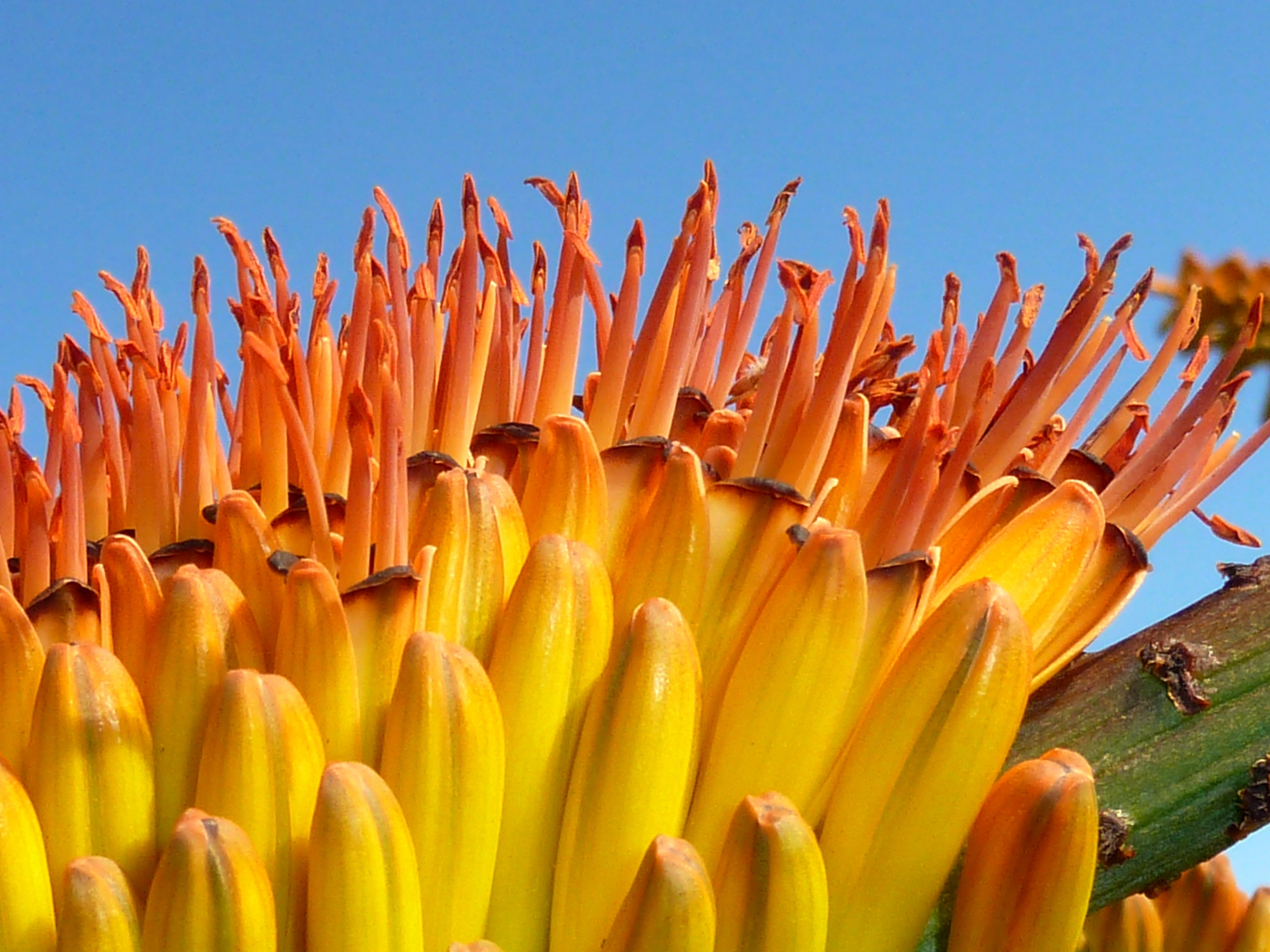
Aloe marlothii

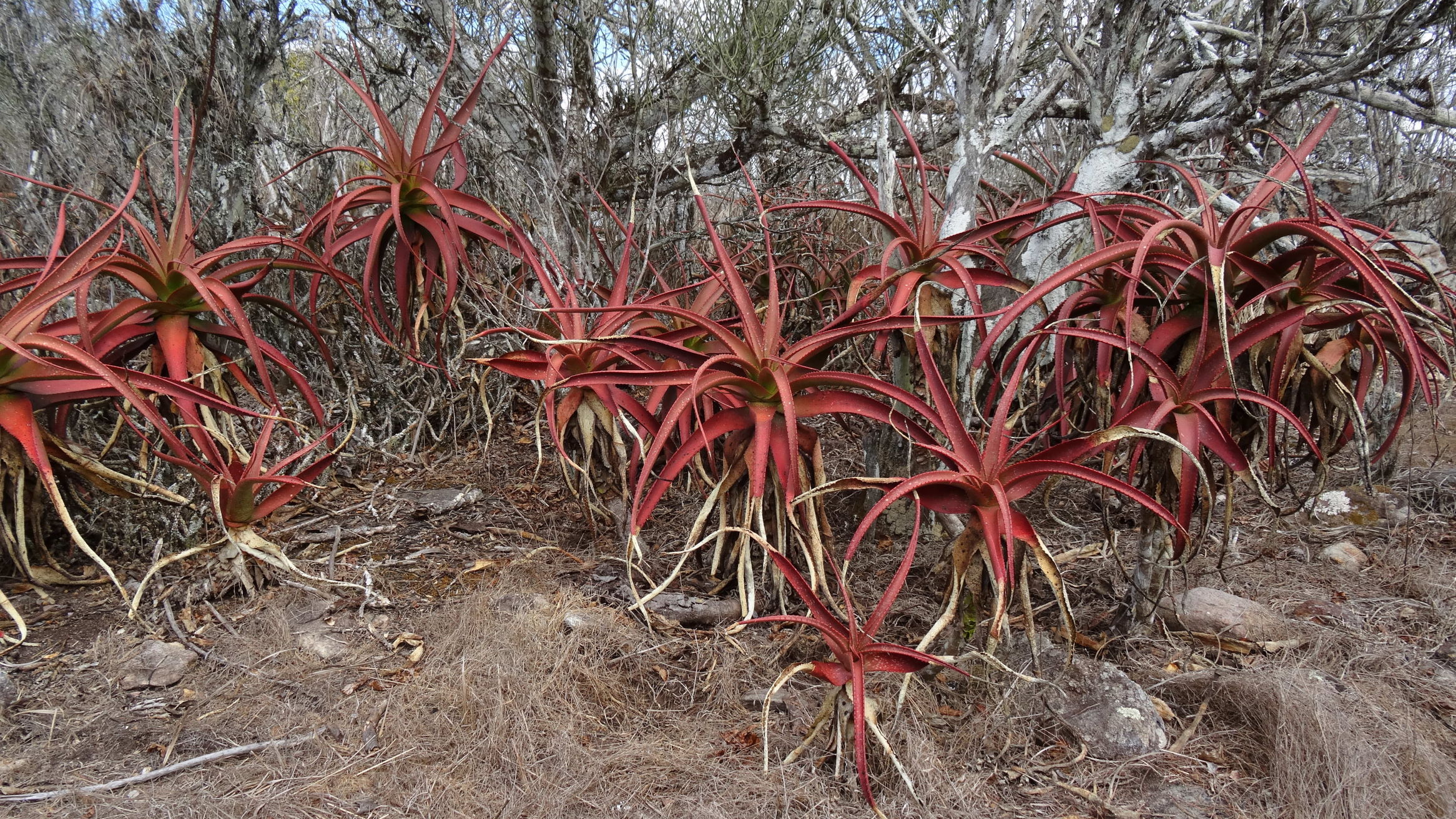
Aloe mawii

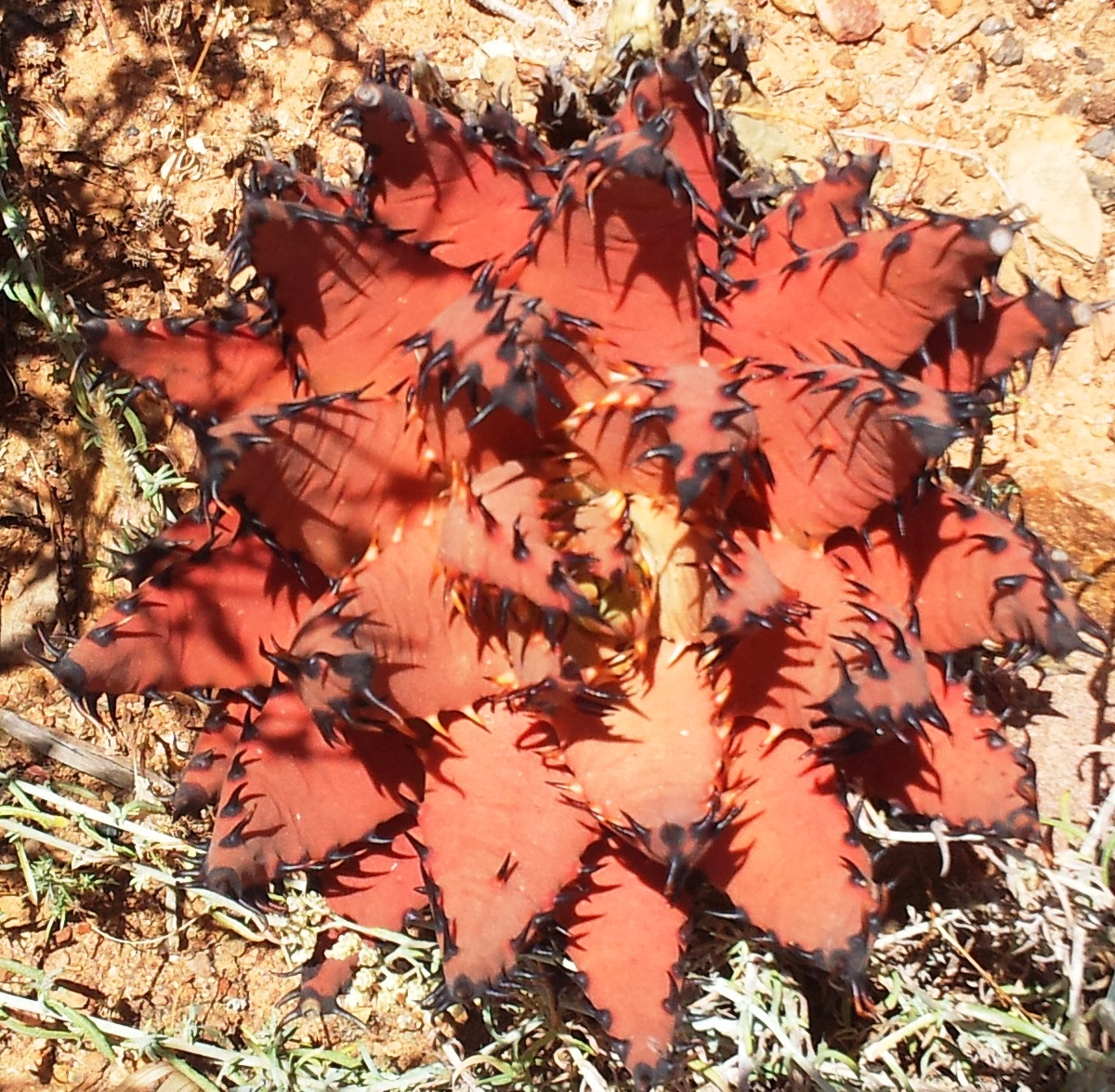
Aloe melanacantha

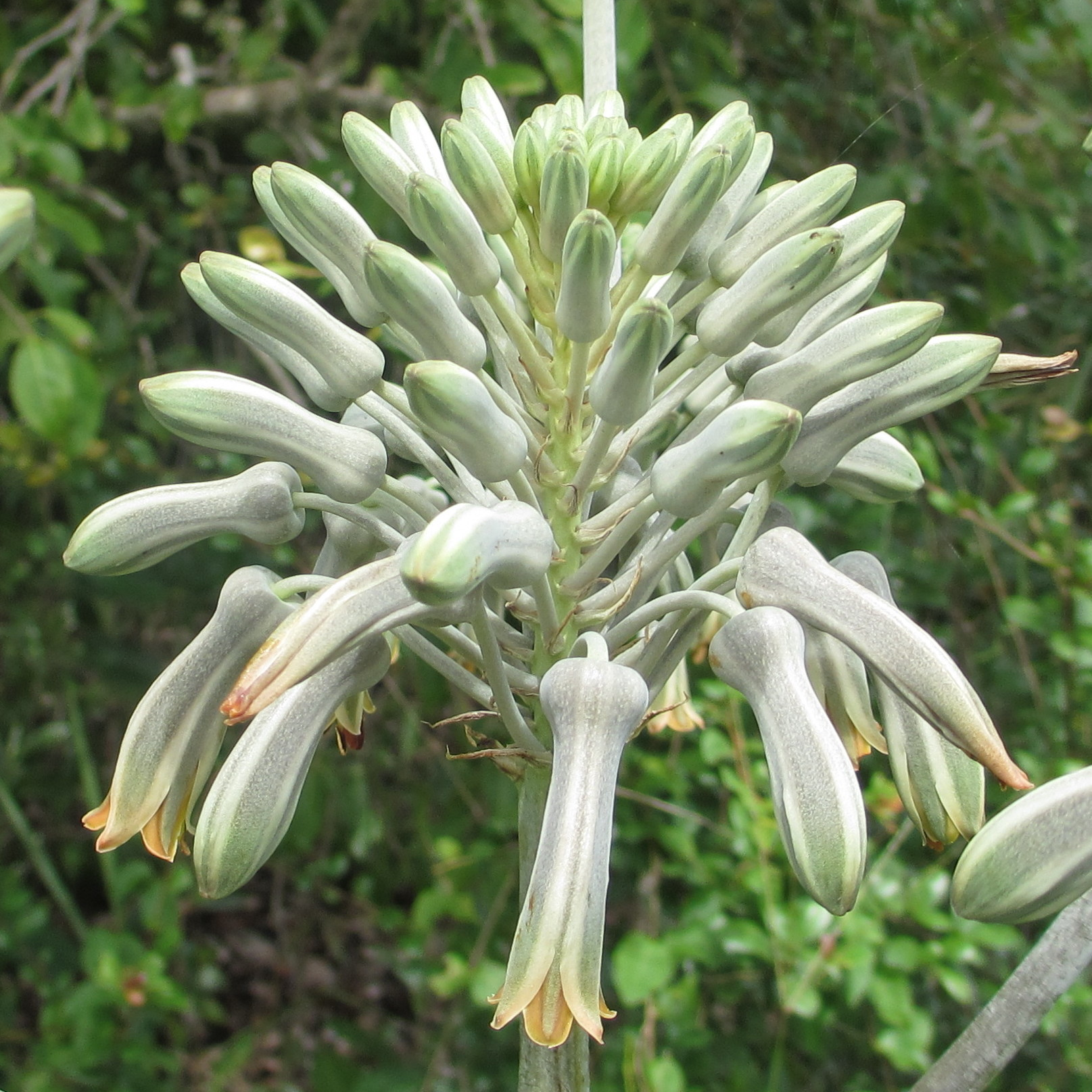
Aloe menyharthii

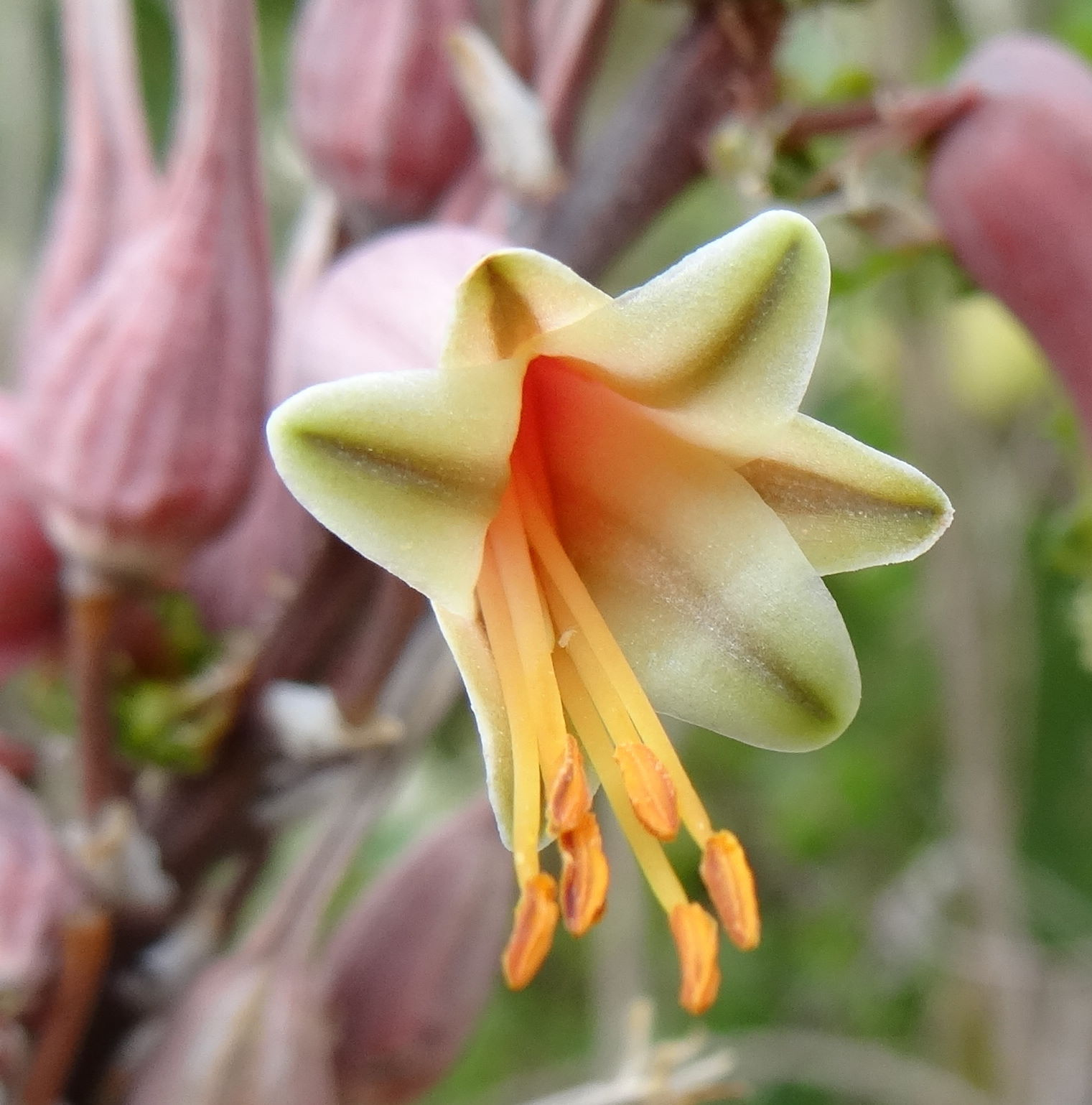
Aloe mossurilensis

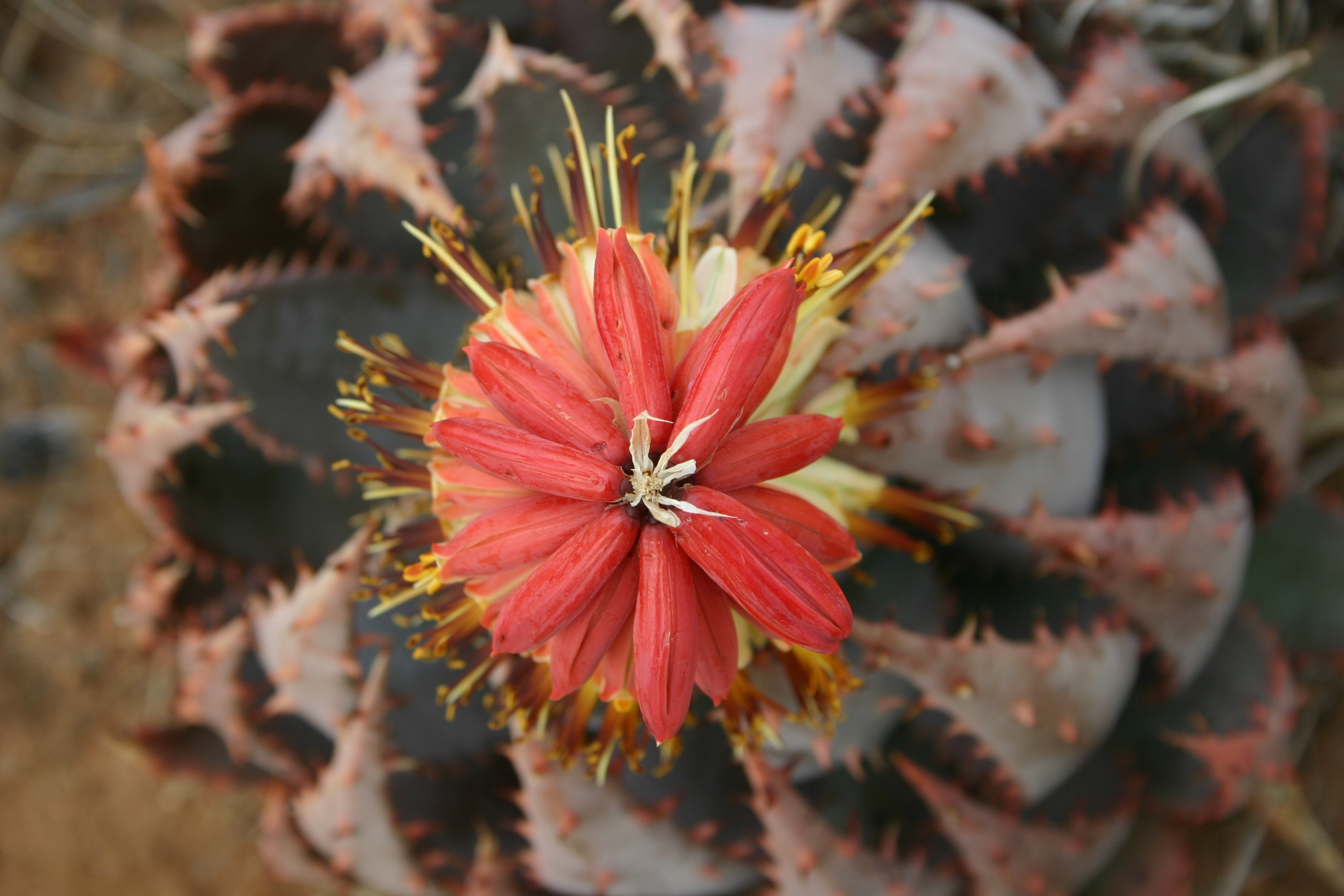
Aloe peglerae

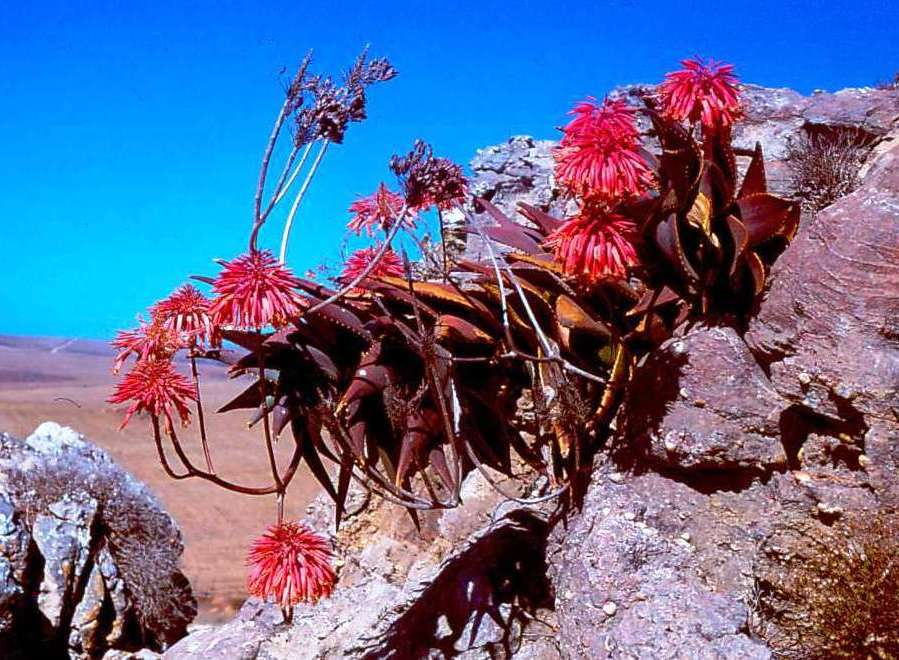
Aloe perfoliata

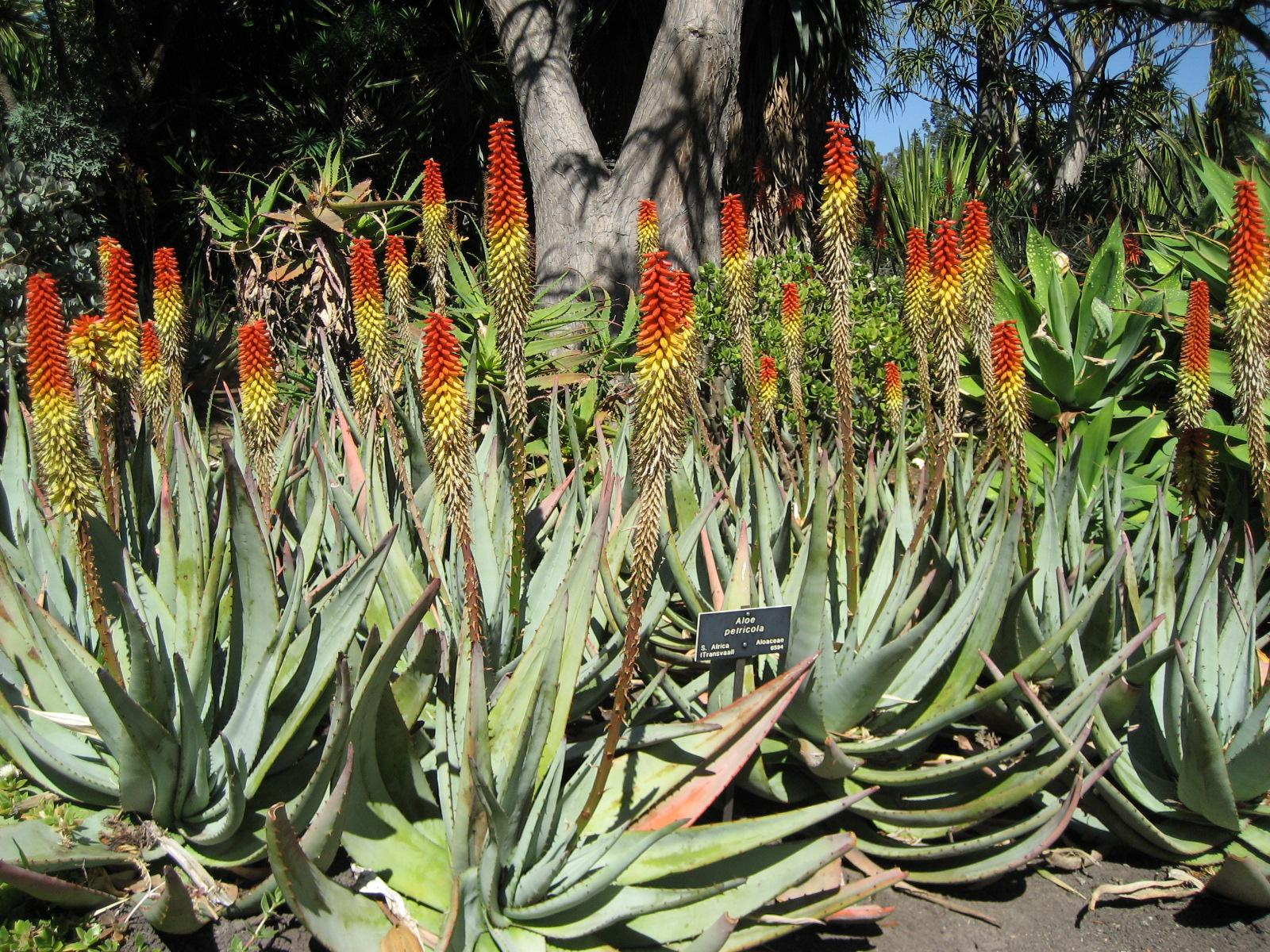
Aloe petricola

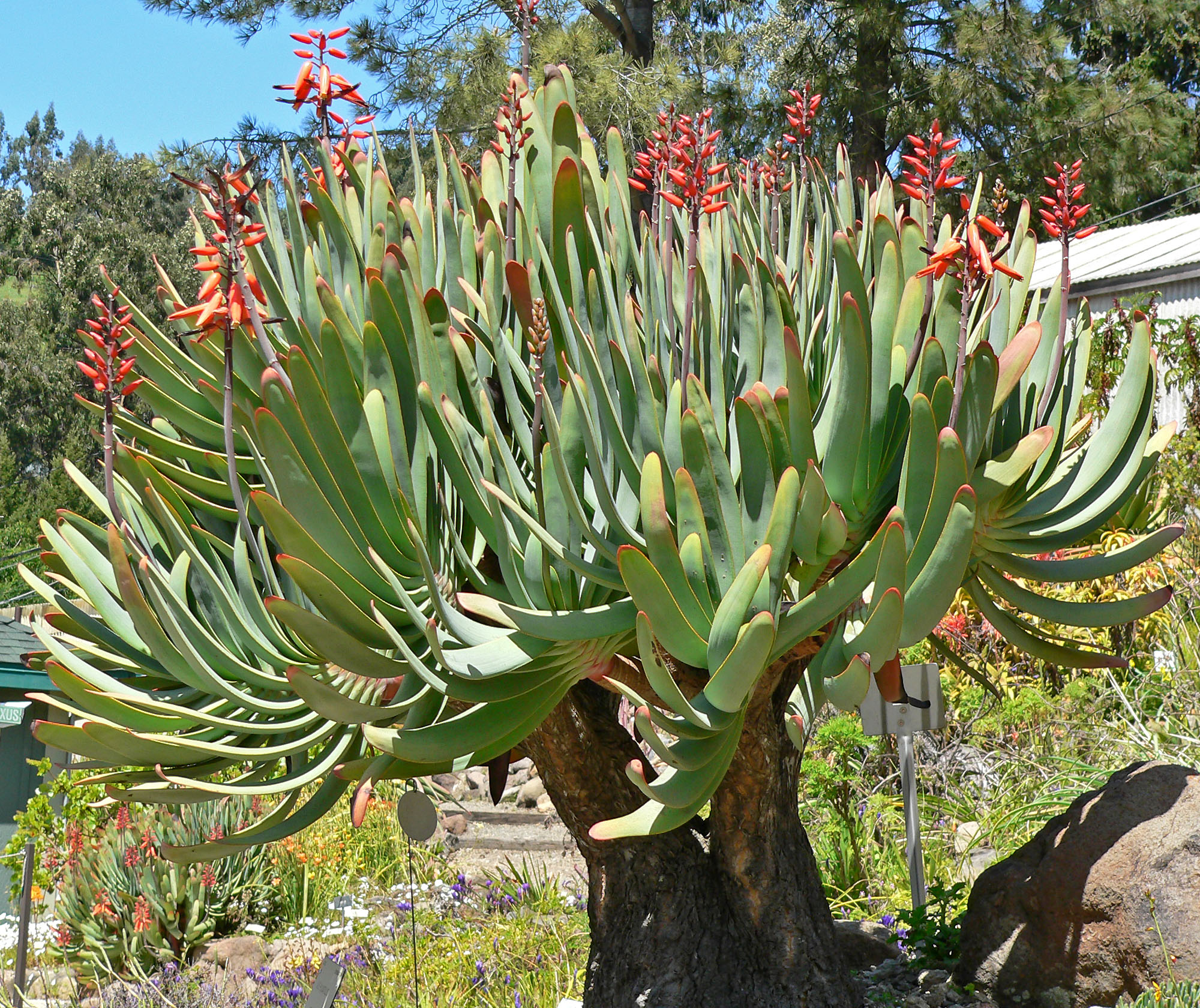
Aloe plicatilis

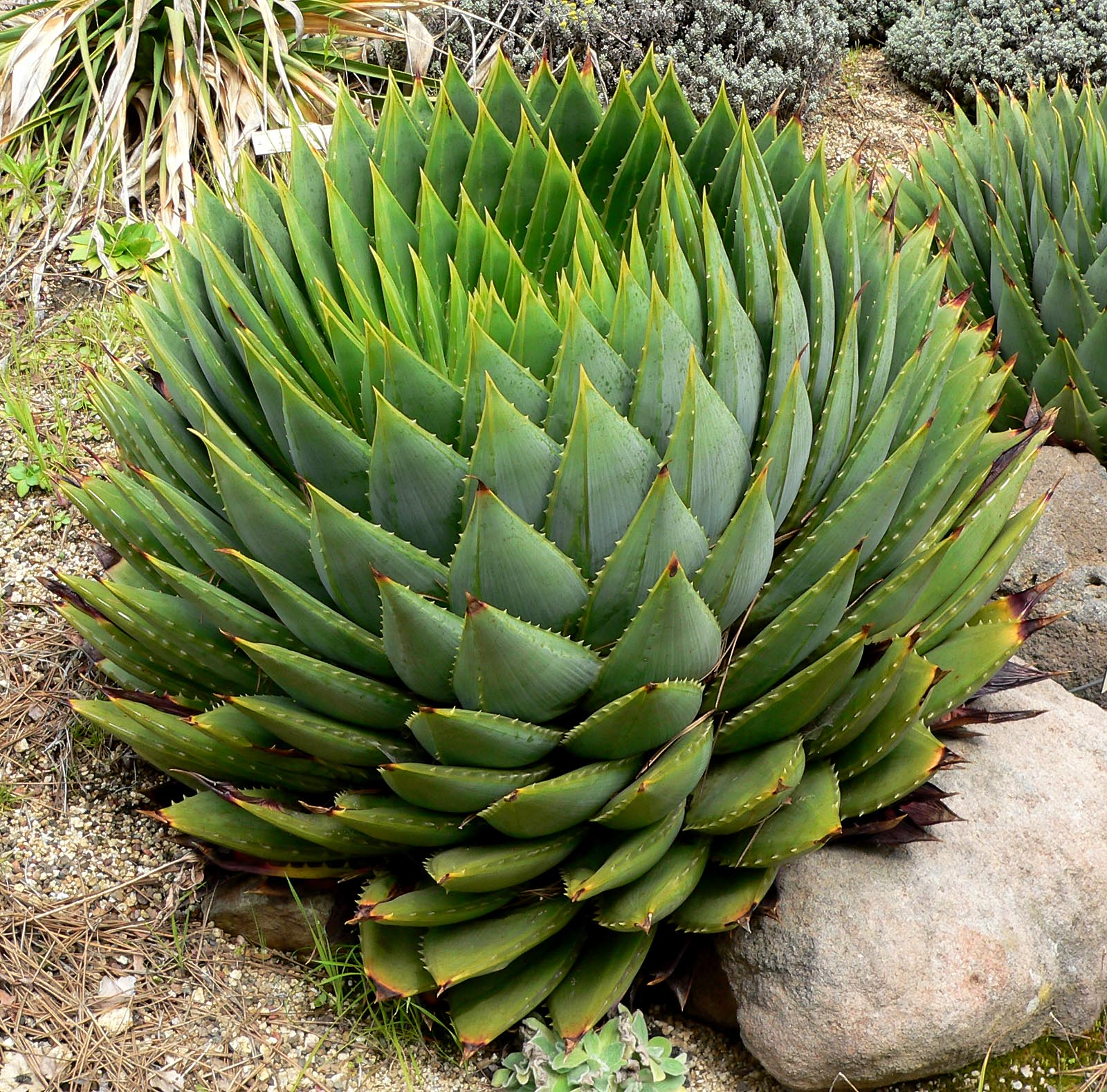
Aloe polyphylla

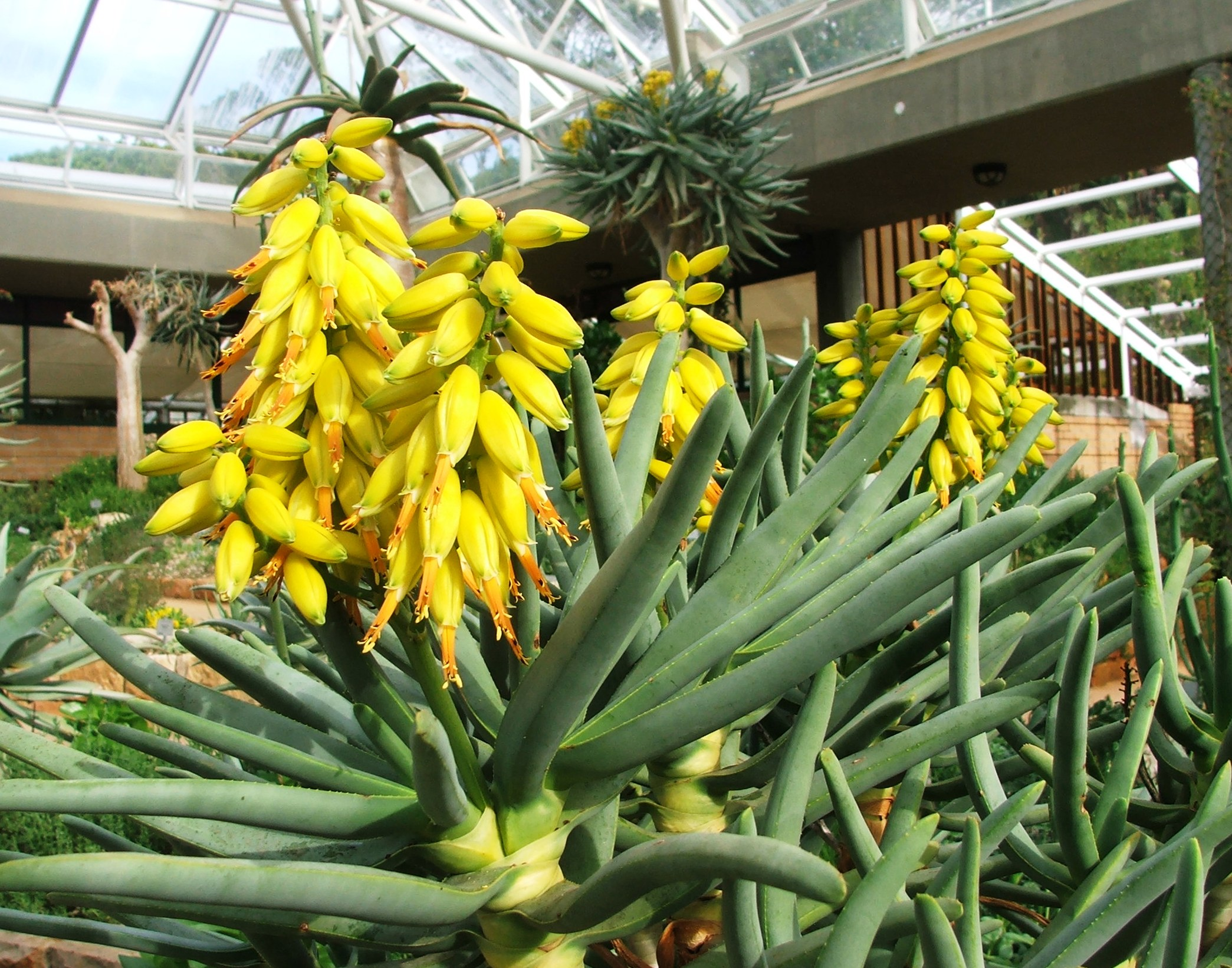
Aloe ramosissima

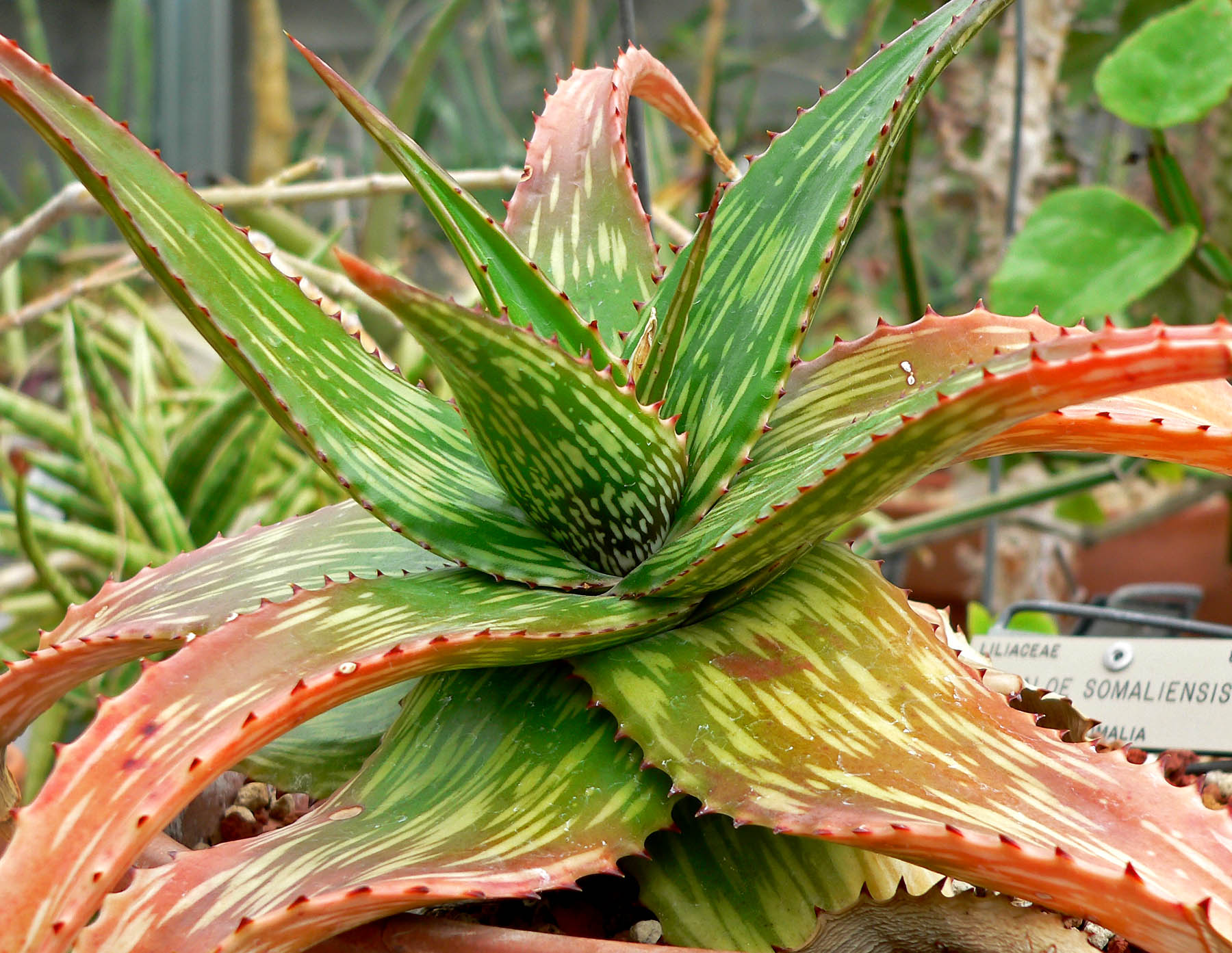
Aloe somaliensis

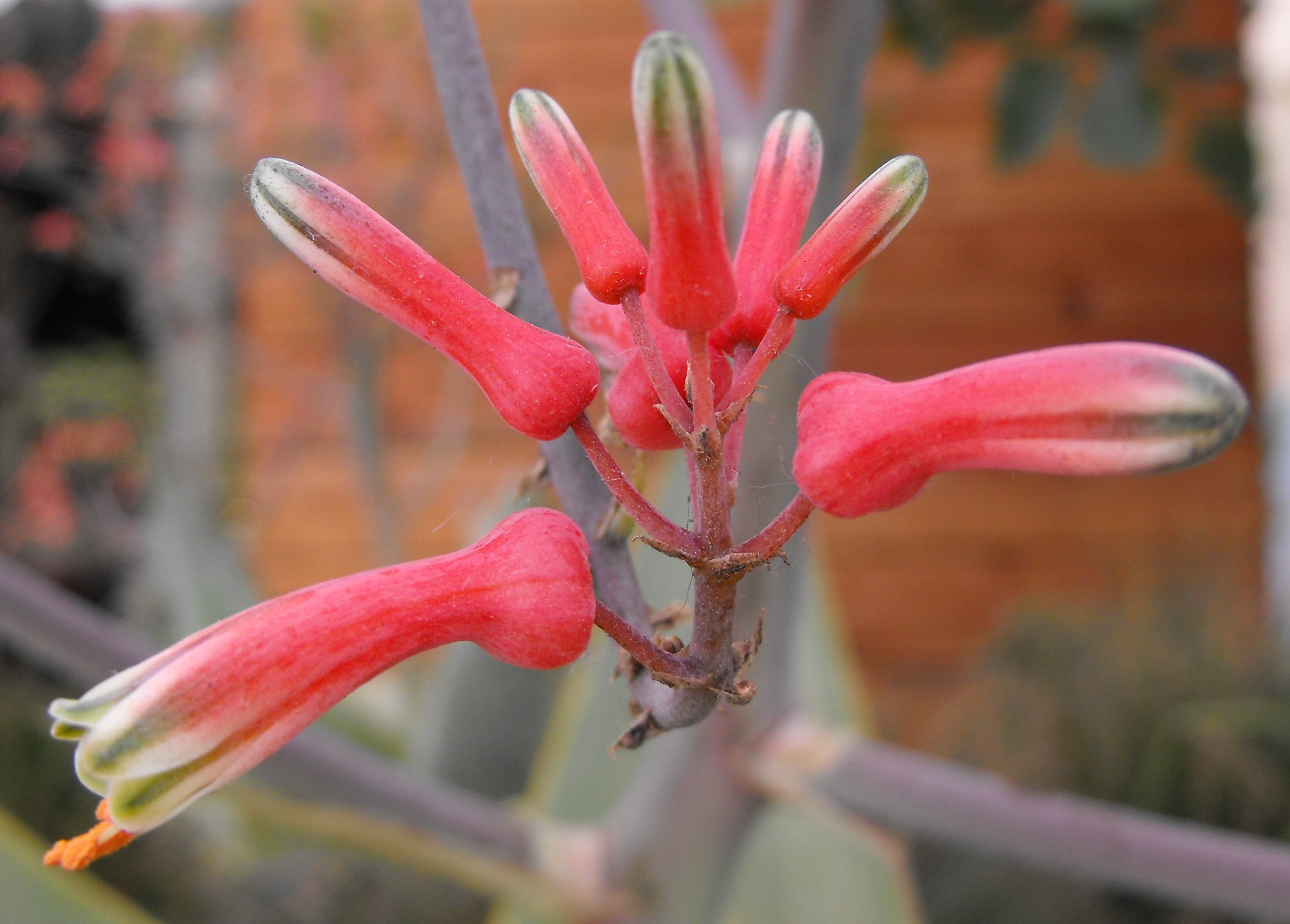
Aloe striata

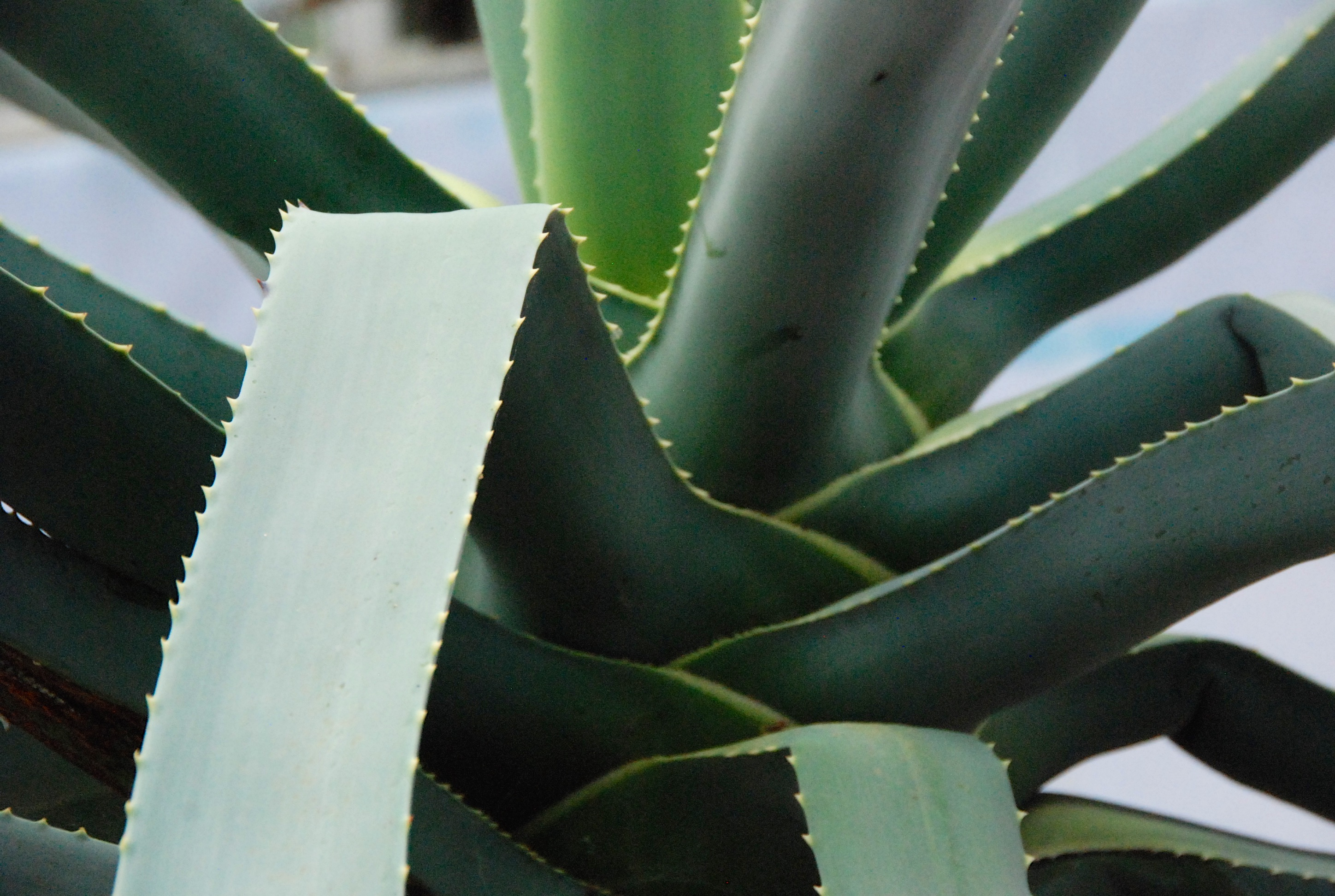
Aloe suzannae

- Aloe abyssicola  Lavranos & Bilaidi
- Aloe aculeata  Pole-Evans
- Aloe acutissima  H.Perrier
- Aloe adigratana  Reynolds
- Aloe affinis  A.Berger
- Aloe africana  Mill.
- Aloe ahmarensis  Favell, M.B.Mill. & Al-Gifri
- Aloe albida  (Stapf) Reynolds – aloes białawy
- Aloe albiflora  Guillaumin
- Aloe albostriata  T.A.McCoy, Rakouth & Lavranos
- Aloe albovestita  S.Carter & Brandham
- Aloe aldabrensis  (Marais) L.E.Newton & G.D.Rowley
- Aloe alexandrei  Ellert
- Aloe alfredii  Rauh
- Aloe alooides  (Bolus) Druten
- Aloe ambigens  Chiov.
- Aloe ambositrae  J.-P.Castillon
- Aloe ambrensis  J.-B.Castillon
- Aloe amicorum  L.E.Newton
- Aloe ampefyana  J.-B.Castillon
- Aloe amudatensis  Reynolds
- Aloe andongensis  Baker
- Aloe andringitrensis  H.Perrier
- Aloe angelica  Pole-Evans
- Aloe anivoranoensis  (Rauh & Hebding) L.E.Newton & G.D.Rowley
- Aloe ankaranensis  Rauh & Mangelsdorff
- Aloe ankoberensis  M.G.Gilbert & Sebsebe
- Aloe antandroi  (Decary) H.Perrier
- Aloe antoetrana  J.-B.Castillon
- Aloe antonii  J.-B.Castillon
- Aloe antsingyensis  (Leandri) L.E.Newton & G.D.Rowley
- Aloe arborescens  Mill. – aloes drzewiasty
- Aloe archeri  Lavranos
- Aloe arenicola  Reynolds
- Aloe argenticauda  Merxm. & Giess
- Aloe argyrostachys  Lavranos, Rakouth & T.A.McCoy
- Aloe aristata  Haw. – aloes ościsty
- Aloe armatissima  Lavranos & Collen.
- Aloe asperifolia  A.Berger
- Aloe aufensis  T.A.McCoy
- Aloe aurelienii  J.-B.Castillon
- Aloe austroarabica  T.A.McCoy & Lavranos
- Aloe babatiensis  Christian & I.Verd.
- Aloe bainesii  T.-Dyer
- Aloe bakeri  Scott-Elliot – aloes bakera
- Aloe ballii  Reynolds
- Aloe ballyi  Reynolds
- Aloe barberae  Dyer
- Aloe bargalensis  Lavranos
- Aloe belavenokensis  (Rauh & Gerold) L.E.Newton & G.D.Rowley
- Aloe bella  G.D.Rowley
- Aloe bellatula  Reynolds
- Aloe benishangulana  Sebsebe & Tesfaye
- Aloe berevoana  Lavranos
- Aloe bernadettae  J.-B.Castillon
- Aloe bernardii  J.-P.Castillon
- Aloe bertemariae  Sebsebe & Dioli
- Aloe betsileensis  H.Perrier
- Aloe bicomitum  L.C.Leach
- Aloe boiteaui  Guillaumin
- Aloe boscawenii  Christian
- Aloe bosseri  J.-B.Castillon
- Aloe bowiea  Schult. & Schult.f.
- Aloe boylei  Baker
- Aloe brachystachys  Baker
- Aloe branddraaiensis  Groenew.
- Aloe brandhamii  S.Carter
- Aloe brevifolia  Mill.
- Aloe breviscapa  Reynolds & Bally
- Aloe broomii  Schönland
- Aloe brunneodentata  Lavranos & Collen.
- Aloe brunneostriata  Lavranos & S.Carter
- Aloe bruynsii  P.I.Forst.
- Aloe buchananii  Baker
- Aloe buchlohii  Rauh
- Aloe buettneri  A.Berger
- Aloe buhrii  Lavranos
- Aloe bukobana  Reynolds
- Aloe bulbicaulis  Christian
- Aloe bulbillifera  H.Perrier
- Aloe bullockii  Reynolds
- Aloe burgersfortensis  Reynolds – aloes burgerforcki
- Aloe bussei  A.Berger
- Aloe butiabana  T.C.Cole & T.G.Forrest
- Aloe × buzairiensis  Lodé
- Aloe calcairophila  Reynolds
- Aloe calidophila  Reynolds
- Aloe cameronii  Hemsl. – aloes kameroński
- Aloe camperi  Schweinf.
- Aloe canarina  S.Carter
- Aloe canii  S.Lane
- Aloe canis  S.Lane
- Aloe cannellii  L.C.Leach
- Aloe capitata  Baker
- Aloe capmanambatoensis  Rauh & Gerold
- Aloe carnea  S.Carter
- Aloe carolineae  L.E.Newton
- Aloe castanea  Schönland
- Aloe castellorum  J.R.I.Wood
- Aloe castilloniae  J.-B.Castillon
- Aloe cataractarum  T.A.McCoy & Lavranos
- Aloe catengiana  Reynolds
- Aloe chabaudii  Schönland
- Aloe challisii  van Jaarsv. & A.E.van Wyk
- Aloe charlotteae  J.-B.Castillon
- Aloe cheranganiensis  S.Carter & Brandham
- Aloe chlorantha  Lavranos
- Aloe chortolirioides  A.Berger
- Aloe christianii  Reynolds
- Aloe chrysostachys  Lavranos & L.E.Newton
- Aloe ciliaris  Haw. – aloes orzęsiony
- Aloe cipolinicola  (H.Perrier) J.-B.Castillon & J.-P.Castillon
- Aloe citrea  (Guillaumin) L.E.Newton & G.D.Rowley
- Aloe citrina  S.Carter & Brandham
- Aloe clarkei  L.E.Newton
- Aloe classenii  Reynolds
- Aloe claviflora  Burch.
- Aloe collenetteae  Lavranos
- Aloe collina  S.Carter
- Aloe commixta  A.Berger
- Aloe comosa  Marloth & A.Berger
- Aloe compressa  H.Perrier
- Aloe comptonii  Reynolds
- Aloe confusa  Engl.
- Aloe congdonii  S.Carter
- Aloe conifera  H.Perrier
- Aloe cooperi  Baker
- Aloe corallina  Verd.
- Aloe craibii  Gideon F.Sm.
- Aloe crassipes  Baker
- Aloe cremnophila  Reynolds & Bally
- Aloe cryptoflora  Reynolds
- Aloe cryptopoda  Baker
- Aloe cyrtophylla  Lavranos
- Aloe dabenorisana  van Jaarsv.
- Aloe darainensis  J.-P.Castillon
- Aloe dawei  A.Berger
- Aloe debrana  Christian
- Aloe decaryi  Guillaumin
- Aloe decorsei  H.Perrier
- Aloe decumbens  (Reynolds) van Jaarsv.
- Aloe decurva  Reynolds
- Aloe deinacantha  T.A.McCoy, Rakouth & Lavranos
- Aloe delphinensis  Rauh
- Aloe deltoideodonta  Baker
- Aloe descoingsii  Reynolds
- Aloe deserti  A.Berger
- Aloe dewetii  Reynolds
- Aloe dewinteri  Giess ex Borman & Hardy
- Aloe dhufarensis  Lavranos
- Aloe dichotoma  Masson
- Aloe dinteri  A.Berger
- Aloe diolii  L.E.Newton
- Aloe distans  Haw. – aloes odległy
- Aloe divaricata  A.Berger
- Aloe djiboutiensis  T.A.McCoy
- Aloe doddsiorum  T.A.McCoy & Lavranos
- Aloe dolomitica  Greonew.
- Aloe dominella  Reynolds
- Aloe dorotheae  A.Berger
- Aloe downsiana  T.A.McCoy & Lavranos
- Aloe droseroides  Lavranos & T.A.McCoy
- Aloe duckeri  Christian
- Aloe dyeri  Schönland – aloes Dyera
- Aloe ecklonis  Salm-Dyck
- Aloe edouardii  Rebmann
- Aloe elata  S.Carter & L.E.Newton
- Aloe elegans  Tod.
- Aloe elegantissima  T.A.McCoy & Lavranos
- Aloe elgonica  Bullock
- Aloe elkerriana  Dioli & T.A.McCoy
- Aloe ellenbeckii  A.Berger
- Aloe eminens  Reynolds & Bally
- Aloe eremophila  Lavranos
- Aloe erensii  Christian
- Aloe ericahenriettae  T.A.McCoy
- Aloe ericetorum  Bosser
- Aloe erinacea  D.S.Hardy
- Aloe erythrophylla  Bosser
- Aloe esculenta  L.C.Leach
- Aloe eumassawana  S.Carter, M.G.Gilbert & Sebsebe
- Aloe excelsa  A.Berger
- Aloe eximia  Lavranos & T.A.McCoy
- Aloe falcata  Baker
- Aloe ferox  Mill. – aloes uzbrojony
- Aloe fibrosa  Lavranos & L.E.Newton
- Aloe fievetii  Reynolds
- Aloe fimbrialis  S.Carter
- Aloe fleurentinorum  Lavranos & L.E.Newton
- Aloe fleuretteana  Rauh & Gerold
- Aloe flexilifolia  Christian
- Aloe florenceae  Lavranos & T.A.McCoy
- Aloe forbesii  Balf.f.
- Aloe fosteri  Pillans – aloes Fostera
- Aloe fouriei  D.S.Hardy & Glen
- Aloe fragilis  Lavranos & Röösli
- Aloe francombei  L.E.Newton
- Aloe friisii  Sebsebe & M.G.Gilbert
- Aloe fulleri  Lavranos
- Aloe gariepensis  Pillans – aloes gariepeński
- Aloe gerstneri  Reynolds
- Aloe ghibensis  Sebsebe & Friis
- Aloe gilbertii  T.Reynolds ex Sebsebe & Brandham
- Aloe gillettii  S.Carter
- Aloe glabrescens  (Reynolds & Bally) S.Carter & Brandham
- Aloe glauca  Mill.
- Aloe globuligemma  Pole-Evans
- Aloe gneissicola  (H.Perrier) J.-B.Castillon & J.-P.Castillon
- Aloe gossweileri  Reynolds
- Aloe gracilicaulis  Reynolds & Bally
- Aloe graciliflora  Groenew.
- Aloe gracilis  Haw.
- Aloe grandidentata  Salm-Dyck – aloes wielkozębny
- Aloe grata  Reynolds
- Aloe greatheadii  Schönland
- Aloe greenii  Baker
- Aloe grisea  S.Carter & Brandham
- Aloe guerrae  Reynolds
- Aloe guillaumetii  Cremers
- Aloe haemanthifolia  Marloth & A.Berger
- Aloe haggeherensis  T.A.McCoy & Lavranos
- Aloe hahnii  Gideon F.Sm. & Klopper
- Aloe hardyi  Glen
- Aloe harlana  Reynolds
- Aloe haworthioides  Baker
- Aloe hazeliana  Reynolds
- Aloe helenae  Danguy
- Aloe heliderana  Lavranos
- Aloe hemmingii  Reynolds & Bally
- Aloe hendrickxii  Reynolds
- Aloe hereroensis  Engl.
- Aloe hexapetala  Salm-Dyck
- Aloe heybensis  Lavranos
- Aloe hildebrandtii  Baker
- Aloe hlangapies  Groenew.
- Aloe hoffmannii  Lavranos
- Aloe humbertii  H.Perrier
- Aloe humilis  (L.) Mill. – aloes niski
- Aloe ibitiensis  H.Perrier
- Aloe ifanadianae  J.-B.Castillon
- Aloe imalotensis  Reynolds
- Aloe × imerinensis  Bosser
- Aloe immaculata  Pillans
- Aloe inamara  L.C.Leach
- Aloe inconspicua  Plowes
- Aloe inermis  Forssk.
- Aloe inexpectata  Lavranos & T.A.McCoy
- Aloe integra  Reynolds
- Aloe inyangensis  Christian
- Aloe irafensis  T.A.McCoy & Al-Gifri
- Aloe isaloensis  H.Perrier
- Aloe jacksonii  Reynolds
- Aloe jawiyon  S.J.Christie, D.P.Hannon & Oakman ex A.G.Mill.
- Aloe jibisana  L.E.Newton
- Aloe johannis  J.-B.Castillon
- Aloe johannis-bernardii  J.-P.Castillon
- Aloe johannis-philippei  J.-B.Castillon
- Aloe jucunda  Reynolds
- Aloe juddii  van Jaarsv.
- Aloe juvenna  Brandham & S.Carter
- Aloe kahinii  T.A.McCoy & Lavranos
- Aloe kamnelii  van Jaarsv.
- Aloe kaokoensis  van Jaarsv., Swanepoel & A.E.van Wyk
- Aloe karasbergensis  Pillans
- Aloe × keayi  Reynolds
- Aloe kedongensis  Reynolds
- Aloe kefaensis  M.G.Gilbert & Sebsebe
- Aloe ketabrowniorum  L.E.Newton
- Aloe khamiesensis  Pillans
- Aloe kilifiensis  Christian
- Aloe knersvlakensis  S.J.Marais
- Aloe kniphofioides  Baker
- Aloe koenenii  Lavranos & Kerstin Koch
- Aloe komaggasensis  Kritz. & Jaarsveld
- Aloe kouebokkeveldensis  van Jaarsv. & A.B.Low
- Aloe krapohliana  Marloth
- Aloe kraussii  Baker
- Aloe kulalensis  L.E.Newton & Beentje
- Aloe kwasimbana  T.A.McCoy & Lavranos
- Aloe labworana  (Reynolds) S.Carter
- Aloe laeta  A.Berger
- Aloe lanata  T.A.McCoy & Lavranos
- Aloe latens  T.A.McCoy & Lavranos
- Aloe lateritia  Engl. – aloes ceglasty
- Aloe lavranosii  Reynolds
- Aloe leachii  Reynolds
- Aloe leandrii  Bosser
- Aloe leedalii  S.Carter
- Aloe lensayuensis  Lavranos & L.E.Newton
- Aloe lepida  L.C.Leach
- Aloe leptosiphon  A.Berger
- Aloe lettyae  Reynolds
- Aloe lindenii  Lavranos
- Aloe linearifolia  A.Berger
- Aloe lineata  (Aiton) Haw.
- Aloe littoralis  Baker
- Aloe lolwensis  L.E.Newton
- Aloe lomatophylloides  Balf.f.
- Aloe longibracteata  Pole-Evans
- Aloe longistyla  Baker
- Aloe luapulana  L.C.Leach
- Aloe lucile-allorgeae  Rauh
- Aloe luntii  Baker
- Aloe lutescens  Groenew.
- Aloe macleayi  Reynolds
- Aloe macra  Haw.
- Aloe macrocarpa  Tod.
- Aloe macroclada  Baker
- Aloe macrosiphon  Baker
- Aloe maculata  All.
- Aloe madecassa  H.Perrier
- Aloe mahraensis  Lavranos & T.A.McCoy
- Aloe manandonae  J.-B.Castillon & J.-P.Castillon
- Aloe mandotoensis  J.-B.Castillon
- Aloe marlothii  A.Berger
- Aloe martialii  J.-B.Castillon – aloes Marlotha
- Aloe massawana  Reynolds
- Aloe mawii  Christian
- Aloe mayottensis  A.Berger
- Aloe mccoyi  Lavranos & Mies
- Aloe mcloughlinii  Chistian
- Aloe medishiana  Reynolds & Bally
- Aloe megalacantha  Baker
- Aloe megalocarpa  Lavranos
- Aloe melanacantha  A.Berger
- Aloe × menachensis  (Schweinf.) Blatt.
- Aloe mendesii  Reynolds
- Aloe menyharthii  Baker
- Aloe metallica  Engl. & Gilg
- Aloe meyeri  van Jaarsv.
- Aloe micracantha  Haw.
- Aloe microdonta  Chiov.
- Aloe microstigma  Salm-Dyck – aloes drobnoznamieniowy
- Aloe millotii  Reynolds
- Aloe milne-redheadii  Christian
- Aloe minima  Baker
- Aloe miskatana  S.Carter
- Aloe mitsioana  J.-B.Castillon
- Aloe modesta  Reynolds
- Aloe molederana  Lavranos & Glen
- Aloe monotropa  Verd.
- Aloe monticola  Reynolds
- Aloe morijensis  S.Carter & Brandham
- Aloe mossurilensis  Ellert
- Aloe mubendiensis  Christian
- Aloe mudenensis  Reynolds
- Aloe multicolor  L.E.Newton
- Aloe munchii  Christian
- Aloe murina  L.E.Newton
- Aloe musapana  Reynolds
- Aloe mutabilis  Pillans
- Aloe myriacantha  (Haw.) Schult. & Schult.f.
- Aloe mzimbana  Verd. & Christian
- Aloe namibensis  Giess
- Aloe namorokaensis  (Rauh) L.E.Newton & G.D.Rowley
- Aloe neilcrouchii  Klopper & Gideon F.Sm.
- Aloe neoqaharensis  T.A.McCoy
- Aloe neosteudneri  Lavranos & T.A.McCoy
- Aloe newtonii  J.-B.Castillon
- Aloe ngobitensis  Reynolds
- Aloe ngongensis  Christian
- Aloe nicholsii  Gideon F.Sm. & N.R.Crouch
- Aloe niebuhriana  Lavranos
- Aloe nordaliae  Wabuyele
- Aloe nubigena  Groenew.
- Aloe nuttii  Baker
- Aloe nyeriensis  Christian & I.Verd.
- Aloe occidentalis  (H.Perrier) L.E.Newton & G.D.Rowley
- Aloe officinalis  Forssk.
- Aloe oligophylla  Baker
- Aloe omavandae  van Jaarsv.
- Aloe omoana  T.A.McCoy & Lavranos
- Aloe orientalis  (H.Perrier) L.E.Newton & G.D.Rowley
- Aloe orlandi  Lavranos
- Aloe ortholopha  Christian & Milne-Red.
- Aloe otallensis  Baker
- Aloe pachydactylos  T.A.McCoy & Lavranos
- Aloe pachygaster  Dinter
- Aloe paedogona  A.Berger
- Aloe palmiformis  Baker
- Aloe parallelifolia  H.Perrier
- Aloe parvibracteata  Schönland
- Aloe parvicapsula  Lavranos & Collen.
- Aloe parvidens  M.G.Gilbert & Sebsebe
- Aloe parviflora  Baker
- Aloe parvula  A.Berger
- Aloe patersonii  B.Mathew
- Aloe pavelkae  van Jaarsv., Swanepoel, A.E.van Wyk & Lavranos
- Aloe pearsonii  Schönland
- Aloe peckii  P.R.O.Bally & I.Verd.
- Aloe peglerae  Schönland
- Aloe pembana  L.E.Newton
- Aloe pendens  Forssk.
- Aloe penduliflora  Baker
- Aloe percrassa  Tod.
- Aloe perdita  Ellert
- Aloe perfoliata  L.
- Aloe perrieri  Reynolds
- Aloe perryi  Baker
- Aloe petricola  Pole-Evans – aloes skalny
- Aloe petrophila  Pillans
- Aloe peyrierasii  Cremers
- Aloe × philippei  J.-B.Castillon
- Aloe pictifolia  D.S.Hardy
- Aloe pienaarii  Pole-Evans
- Aloe pillansii  L.Guthrie – aloes Pillansa
- Aloe pirottae  A.Berger
- Aloe plicatilis  (L.) Mill. – aloes sfałdowany
- Aloe plowesii  Reynolds
- Aloe pluridens  Haw.
- Aloe polyphylla  Pillans – aloes wielkolistny
- Aloe porphyrostachys  Lavranos & Collen.
- Aloe powysiorum  L.E.Newton & Beentje
- Aloe praetermissa  T.A.McCoy & Lavranos
- Aloe pratensis  Baker
- Aloe pretoriensis  Pole-Evans
- Aloe prinslooi  Verd. & D.S.Hardy
- Aloe procera  L.C.Leach
- Aloe pronkii  Lavranos, Rakouth & T.A.McCoy
- Aloe propagulifera  (Rauh & Razaf.) L.E.Newton & G.D.Rowley
- Aloe prostrata  (H.Perrier) L.E.Newton & G.D.Rowley
- Aloe pruinosa  Reynolds
- Aloe pseudoparvula  J.-B.Castillon
- Aloe pseudorubroviolacea  Lavranos & Collen.
- Aloe × puberula  (Schweinf.) A.Berger
- Aloe pubescens  Reynolds
- Aloe pulcherrima  M.G.Gilbert & Sebsebe
- Aloe purpurea  Lam.
- Aloe pustuligemma  L.E.Newton
- Aloe rabaiensis  Rendle
- Aloe ramosissima  Pillans
- Aloe rapanarivoi  J.-P.Castillon
- Aloe rauhii  Reynolds
- Aloe rebmannii  Lavranos
- Aloe reitzii  Reynolds
- Aloe rendilliorum  L.E.Newton
- Aloe retrospiciens  Reynolds & Bally
- Aloe reynoldsii  Letty
- Aloe rhodesiana  Rendle
- Aloe richardsiae  Reynolds
- Aloe richaudii  Rebmann
- Aloe rigens  Reynolds & Bally
- Aloe rivae  Baker
- Aloe rivierei  Lavranos & L.E.Newton
- Aloe rodolphei  J.-B.Castillon
- Aloe roeoeslii  Lavranos & T.A.McCoy
- Aloe rosea  (H.Perrier) L.E.Newton & G.D.Rowley
- Aloe rubrodonta  T.A.McCoy & Lavranos
- Aloe rubroviolacea  Schweinf.
- Aloe rugosifolia  M.G.Gilbert & Sebsebe
- Aloe rugosquamosa  (H.Perrier) J.-B.Castillon & J.-P.Castillon
- Aloe rupestris  Baker
- Aloe rupicola  Reynolds
- Aloe ruspoliana  Baker
- Aloe ruvuensis  T.A.McCoy & Lavranos
- Aloe sabaea  Schweinf.
- Aloe sakarahensis  Lavranos & M.Teissier
- Aloe saudiarabica  T.A.McCoy
- Aloe saundersiae  (Reynolds) Reynolds
- Aloe scabrifolia  L.E.Newton & Lavranos
- Aloe schelpei  Reynolds
- Aloe schilliana  L.E.Newton & G.D.Rowley
- Aloe schoelleri  Schweinf.
- Aloe × schoenlandii  Baker
- Aloe schomeri  Rauh
- Aloe schweinfurthii  Baker
- Aloe scobinifolia  Reynolds & Bally
- Aloe scorpioides  L.C.Leach
- Aloe secundiflora  Engl.
- Aloe seibanica  Orlando & El Azzouni
- Aloe seretii  De Wild.
- Aloe serriyensis  Lavranos
- Aloe shadensis  Lavranos & Collen.
- Aloe sharoniae  N.R.Crouch & Gideon F.Sm.
- Aloe sheilae  Lavranos
- Aloe silicicola  H.Perrier
- Aloe simii  Pole-Evans – aloes Simona
- Aloe sinana  Reynolds
- Aloe sinkatana  Reynolds
- Aloe sladeniana  Pole-Evans
- Aloe sobolifera  (S.Carter) Wabuyele
- Aloe socialis  (H.Perrier) L.E.Newton & G.D.Rowley
- Aloe somaliensis  C.H.Wright ex W.Watson
- Aloe soutpansbergensis  Verd.
- Aloe spectabilis  Reynolds
- Aloe spicata  L.f.
- Aloe spinitriaggregata  J.-B.Castillon
- Aloe springatei-neumannii  L.E.Newton
- Aloe squarrosa  Baker ex Balf.f.
- Aloe steudneri  Schweinf.
- Aloe striata  Haw. – aloes prążkowany
- Aloe striatula  Haw.
- Aloe suarezensis  H.Perrier
- Aloe succotrina  Lam. – aloes sokotrzański
- Aloe suffulta  Reynolds
- Aloe suprafoliata  Pole-Evans
- Aloe suzannae  Decary
- Aloe swynnertonii  Rendle
- Aloe tartarensis  T.A.McCoy & Lavranos
- Aloe tauri  L.C.Leach
- Aloe tegetiformis  L.E.Newton
- Aloe teissieri  Lavranos
- Aloe tenuior  Haw.
- Aloe tewoldei  M.G.Gilbert & Sebsebe
- Aloe thompsoniae  Groenew.
- Aloe thorncroftii  Pole-Evans – aloes Thorncrofta
- Aloe thraskii  Baker
- Aloe tidmarshii  Muller ex R. A. Dyer
- Aloe tomentosa  Deflers
- Aloe tongaensis  van Jaarsv.
- Aloe tormentorii  (Marais) L.E.Newton & G.D.Rowley
- Aloe tororoana  Reynolds
- Aloe torrei  Verd. & Christian
- Aloe trachyticola  (H.Perrier) Reynolds
- Aloe trichosantha  A.Berger
- Aloe trigonantha  L.C.Leach
- Aloe trothae  A.Berger
- Aloe tulearensis  T.A.McCoy & Lavranos
- Aloe turkanensis  Christian
- Aloe ukambensis  Reynolds
- Aloe umfoloziensis  Reynolds
- Aloe vacillans  Forssk.
- Aloe vallaris  L.C.Leach
- Aloe vanbalenii  Pillans
- Aloe vanrooyenii  Gideon F.Sm. & N.R.Crouch
- Aloe vaombe  Decorse & Poiss.
- Aloe vaotsanda  Decary
- Aloe variegata  L.
- Aloe venenosa  Engl.
- Aloe vera Aloe vera (L.) Burm.f. – aloes zwyczajny
- Aloe verecunda  Pole-Evans
- Aloe versicolor  Guillaumin – aloes pstry
- Aloe veseyi  Reynolds
- Aloe viguieri  H.Perrier
- Aloe viridiflora  Reynolds
- Aloe vituensis  Baker
- Aloe vogtsii  Reynolds
- Aloe volkensii  Engl.
- Aloe vossii  Reynolds – aloes Vossa
- Aloe vryheidensis  Groenew.
- Aloe wanalensis  T.C.Cole & T.G.Forrest
- Aloe welmelensis  Sebsebe & Nordal
- Aloe weloensis  Sebsebe
- Aloe werneri  J.-B.Castillon
- Aloe whitcombei  Lavranos
- Aloe wickensii  Pole-Evans
- Aloe wildii  (Reynolds) Reynolds
- Aloe wilsonii  Reynolds
- Aloe wollastonii  Rendle
- Aloe woodii  Lavranos & Collen.
- Aloe wrefordii  Reynolds
- Aloe yavellana  Reynolds
- Aloe yemenica  J.R.I.Wood
- Aloe zebrina  Baker – aloes pręgowany